# Simtek S941
Vous lisez un « article de qualité » labellisé en 2021.  Il fait partie d'un « thème de qualité ».
Chronologie des modèles (1994)
Aucun Simtek S951
La Simtek S941, engagée dans le cadre du championnat du monde de Formule 1 1994, est la première monoplace de Formule 1 construite par l'écurie britannique Simtek et conçue par son fondateur et directeur général, l'ingénieur Nick Wirth. Elle est confiée au pilote australien David Brabham et à l'Autrichien Roland Ratzenberger, remplacé successivement par l'Italien Andrea Montermini, le Français Jean-Marc Gounon, l'Italien Domenico Schiattarella et le Japonais Taki Inoue.
Évolution de l'Andrea Moda S921 engagée par l'écurie italienne Andrea Moda Formula en 1992 et de la Bravo S931, toutes deux conçues par le bureau d'études Simtek Research Ltd., la Simtek S941 est présentée le 29 octobre 1993 et fait ses premiers tours de roue le 17 décembre 1993 sur le circuit de Silverstone, aux mains de David Brabham. Si elle présente une aérodynamique soignée, la Simtek S941, malgré le sérieux du projet, semble condamnée dès les essais hivernaux à lutter en fond de grille contre l'autre nouvelle écurie du championnat, Pacific Racing.
Le début de saison est marqué par l'accident mortel de Ratzenberger lors de la seconde session de qualifications du Grand Prix de Saint-Marin, puis par le grave accident de Montermini lors des essais libres du Grand Prix d'Espagne. Jean-Marc Gounon, en terminant neuvième du Grand Prix de France, obtient le meilleur résultat de l'histoire de Simtek. La meilleure qualification de Simtek en 1994 est une vingt-et-unième place au Grand Prix de Belgique.

## Contexte et développement

### Simtek Research, un bureau d'études indépendant
En août 1989, deux employés de l'écurie March Engineering, Nick Wirth, désireux de créer son propre bureau d'études, et Max Mosley, fondent la société Simtek Research Ltd. (Simtek pour Simulation Technology), destinée à offrir des services peu coûteux mais à la pointe de la technologie en termes de conception, de recherche et de développement à des écuries de course automobile,,,.
D'abord installé dans un bureau du domicile personnel de Wirth, Simtek s'agrandit grâce aux réseaux de Mosley et s'installe à Banbury au Royaume-Uni, où est construite une soufflerie. Le bureau d'études compte de nombreux clients, dont la Fédération internationale de l'automobile, le gouvernement français, de nombreuses écuries de Formule 3000, de Champ Car, de FIA Groupe C, et l'écurie de Formule 1 Ligier pour laquelle Simtek conçoit et construit une nouvelle soufflerie dans son usine située sur le circuit de Nevers Magny-Cours. En 1992, Max Mosley, élu président de la Fédération internationale de l'automobile, quitte Simtek et revend ses parts à Nick Wirth,,,. Il déclare en février 1994 : « J'ai toujours beaucoup de sympathie pour les gens de Simtek et je suis content qu'ils viennent en F1. Ce sont des gens honnêtes, ce qui est très rare en Formule 1. »

### Simtek au service de plusieurs projets en Formule 1
En 1990, Simtek conçoit, en toute discrétion, une monoplace pour le constructeur allemand BMW qui prévoit de s'engager en Formule 1 en 1991. Cette BMW S192 est considérée par le constructeur comme une première étape pour appréhender l'environnement de la discipline-reine du sport automobile. Le projet est finalement abandonné puisque le conseil d'administration de BMW ne soutient pas l'idée de sous-traiter la conception et développement de sa monoplace à un bureau d'études indépendant,,,,,.

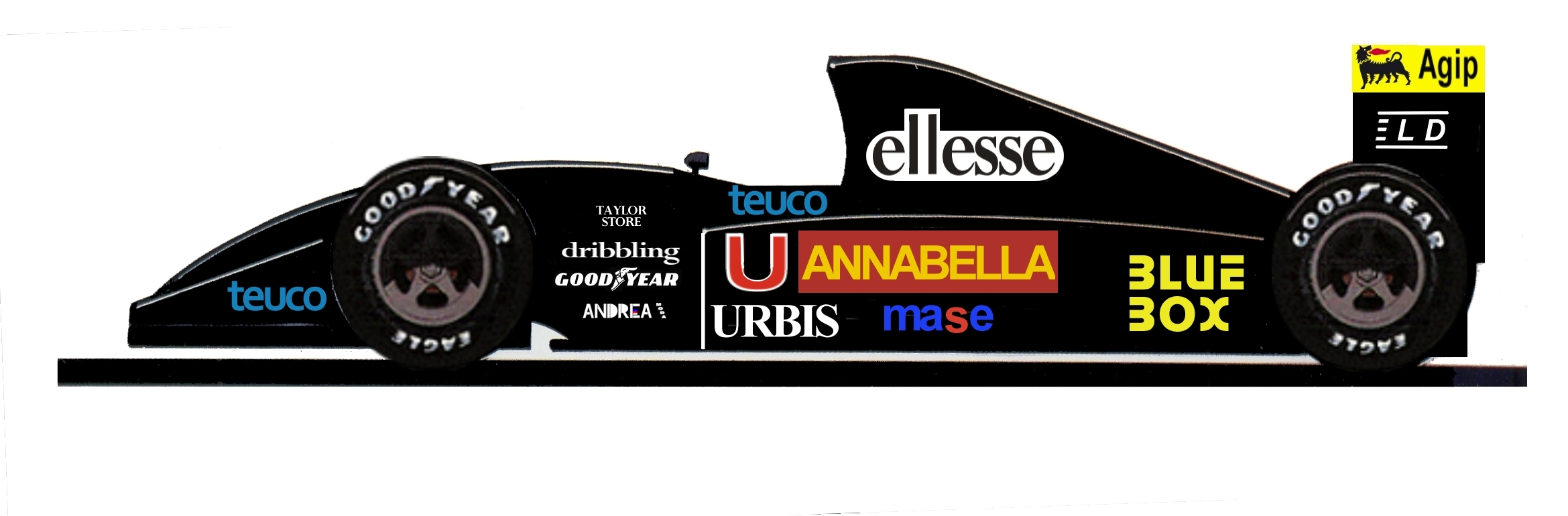
La monoplace Andrea Moda S921 conçue par Simtek.

En décembre 1991, Wirth, qui souhaite voir sa création en piste, revend les plans de la S192 à la nouvelle écurie italienne Andrea Moda Formula, bâtie sur les cendres de Coloni, une équipe présente en championnat du monde depuis 1987 ; Simtek adapte le châssis à la réglementation en vigueur et lui greffe un moteur V10 Judd,. Confiée à Roberto Moreno et Perry McCarthy, la nouvelle Andrea Moda S921 prend part à onze Grands Prix de Formule 1. Elle réalise sa meilleure performance lors du Grand Prix de Monaco où Moreno, qui s'est élancé de la vingt-sixième place, abandonne au onzième tour en raison de la casse de son moteur Judd alors qu'il était dix-neuvième,,. Il s'agit de la seule participation en course de la S921 qui ne parvient quasiment jamais à dépasser le stade des pré-qualifications. La monoplace de Nick Wirth n'est pas suffisamment préparée par les ingénieurs d'Andrea Moda Formula et les nombreuses frasques d'Andrea Sassetti, le propriétaire de l'écurie, conduisent à son exclusion définitive du championnat : en effet, à l'issue du Grand Prix de Belgique, la FISA publie un communiqué annonçant que le conseil mondial décide, sur proposition du bureau permanent de la commission F1, d'exclure définitivement Andrea Moda Formula, avec effet immédiat, au titre de l'article 166 qui prévoit l'exclusion du championnat pour nuisance à sa réputation.
Peu après l'échec d'Andrea Moda Formula, Simtek s'associe avec une nouvelle structure, Escuderia Bravo F1 España, présentée à Adélaïde au début du mois de novembre 1992, en marge du Grand Prix d'Australie,. Bravo F1 prévoit de participer au championnat du monde de Formule 1 dès 1993 en reprenant à son tour les plans de l'Andrea Moda S921. Simtek assure le développement de la « nouvelle » Bravo S931, à l'aide de cinq ou six ingénieurs de l'équipe espagnole qui doit composer avec un budget de 3 millions de dollars, moitié moins que le budget d'Andrea Moda Formula, alors qu'une usine doit être construite près de Barcelone. Après des négociations infructueuses avec Mugen-Honda, Hart et Lamborghini, un accord est conclu avec Judd, le motoriste le moins cher du plateau, pour la fourniture d'un moteur V8. La boîte de vitesses est fournie par Dallara.
Une semaine après la naissance de l'écurie Bravo F1, son directeur sportif, Jean-François Mosnier, meurt des suites d'un cancer à l'hôpital de Nice, mettant ainsi en péril le projet,. En décembre 1992, la Bravo S931 échoue au crash test d'homologation imposé par la Fédération internationale de l'automobile. Un responsable de la Fédération la qualifie de « poubelle » et déclare que l'écurie serait exclue du championnat du monde si elle se présentait avec cette monoplace. Pour autant, Bravo F1 engage le pilote automobile espagnol Jordi Gené, qui dispute le championnat international de Formule 3000, comme unique pilote de l'écurie. Bravo F1 subit le coup de grâce le 4 janvier 1993, lorsque le cigarettier Marlboro, commanditaire de Gené, annonce l'arrêt de son soutien au sport automobile espagnol. L'écurie ibérique, à court de liquidités, n'a plus les moyens de développer la S931 depuis son échec au crash test, ni de payer les droits d'inscription au championnat du monde de Formule 1, auquel elle renonce.

### La naissance de Simtek Grand Prix

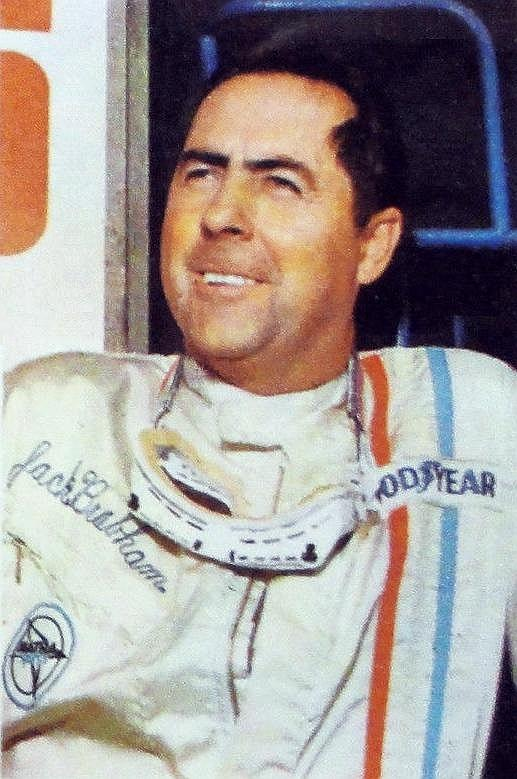
Jack Brabham (ici en 1970) est le parrain de l'écurie Simtek et est chargé de trouver des commanditaires potentiels pour l'écurie.

Le jour même de la disparition de Bravo F1, Nick Wirth, frustré des échecs de ses partenariats successifs avec Andrea Moda Formula et Escuderia Bravo F1 España, annonce que Simtek s'alignera en Formule 1 en son nom propre à compter de la saison 1994.
En août 1993, Wirth fonde l'écurie Simtek Grand Prix, dotée d'un budget de cinq millions de livres sterling et composée de dix-neuf employés qui proviennent, pour la plupart d'entre eux, de l'ancienne écurie March Engineering qui vient de fermer ses portes à l'entame de la saison saison 1993. Directeur général et directeur technique de l'écurie, Nick Wirth est assisté de Konrad Schmitt, en qualité de team manager, et de Charlie Moody, nommé directeur sportif,,.
Il engage le pilote australien David Brabham, fils du triple champion du monde Jack Brabham, qui soutient la nouvelle structure en démarchant des commanditaires potentiels et en assurant un rôle de consultant. Wirth annonce, en outre, que les essais du nouveau châssis Simtek S941, doivent débuter dès le mois d'octobre et qu'un partenariat est conclu avec Ford-Cosworth pour la fourniture d'un moteur V8,,.
En octobre, Nick Wirth annonce la présentation imminente de sa monoplace bien qu'il ne soit pas encore en mesure d'avancer le nom d'un sponsor capable de financer son programme en Formule 1 ; il confirme également que David Brabham est chargé d'effectuer les premiers essais de la S941.
Le 12 novembre, Simtek verse à la Fédération internationale de l'automobile une caution de 500 000 dollars pour s'acquitter des droits d'inscription en championnat du monde. Le 7 janvier 1994, la FIA valide officiellement l'engagement de l'écurie britannique en Formule 1.

## Conception de la monoplace

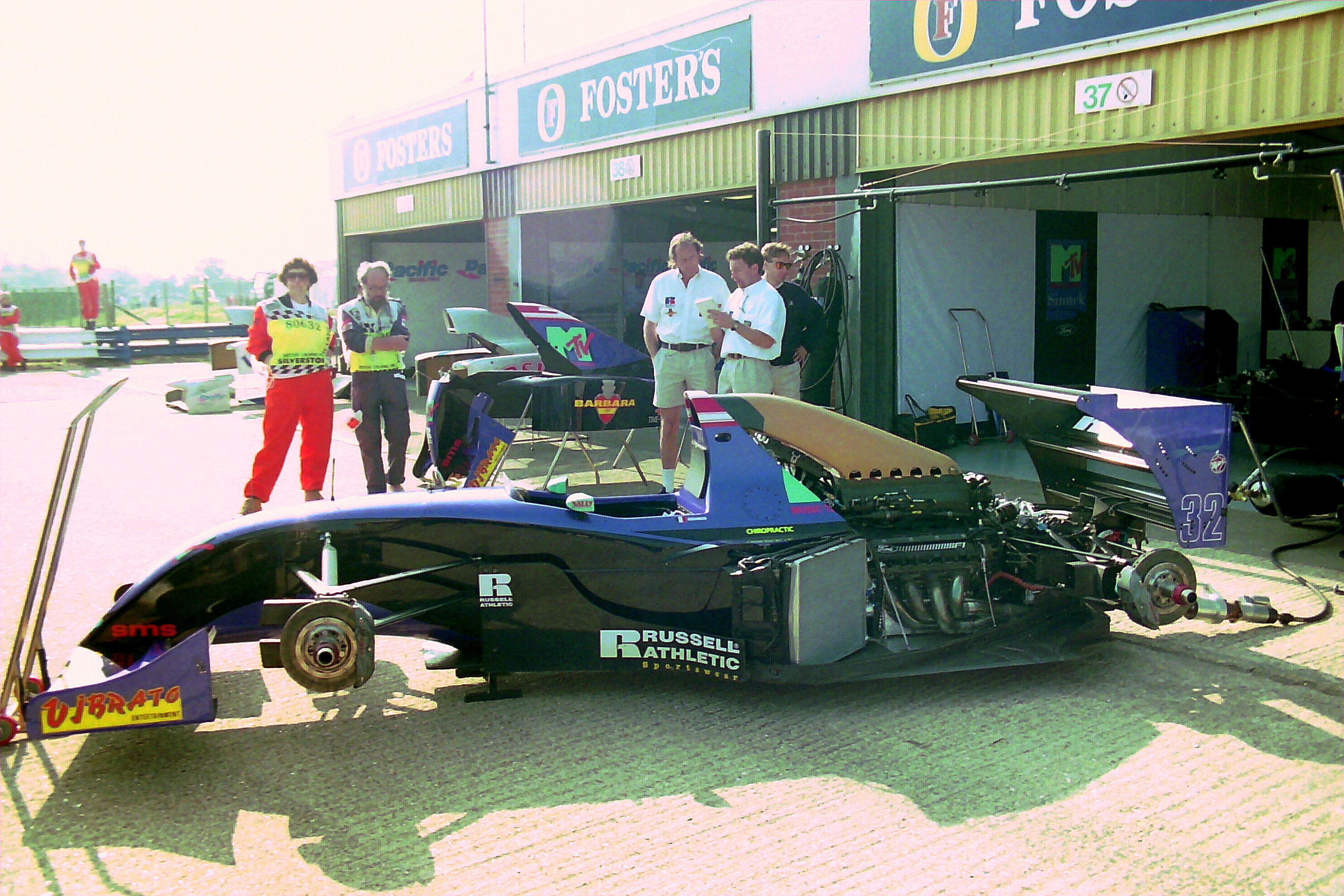
Le châssis de la S941 (ici dans les stands de Silverstone), mu par un moteur V8 Ford-Cosworth.

La Simtek S941 est conçue par Nick Wirth avec l'aide de Paul Crooks, designer en chef de Simtek Research. Il s'agit d'une profonde évolution de la Bravo S931, elle-même dérivée de l'Andrea Moda S921. Dès août 1993, Wirth présente une maquette de la S941, qui se démarque par un concept futuriste et une suspension avant innovante,,. Celle-ci est munie d'un triangle inférieur placé très haut, l'écart entre les deux triangles étant d'environ 12 à 15 cm comme sur l'arrière de la Williams FW16. Cette disposition présente l'avantage de ne pas perturber le flux d'air qui s'engage vers les pontons et la partie inférieure de la monoplace. Lorsque les suspensions actives sont bannies par la réglementation technique en 1994, Wirth est contraint de revenir à un système de suspension plus conventionnel qui rend la monoplace trop lourde.
D'une masse de 520 kilogrammes avec son pilote, la S941 est doté d'un châssis monocoque en fibre de carbone et d'une structure en nid d'abeille. La coque de la monoplace est construite par la société lilloise SNPE. Son empattement est de 2 880 mm. La voie avant est de 1 698 mm tandis que la voie arrière est de 1 600 mm,. La S941 se distingue par une aérodynamique soignée et une suspension avant munie d'un triangle inférieur placé très haut pour ne pas perturber le flux d'air.
La S941 est propulsée par un moteur V8 Ford-Cosworth HB série VII, déjà utilisé par l'écurie Benetton Formula en 1992 et 1993. Ce bloc, d'une cylindrée de 3 497 cm³, délivre une puissance de 680 chevaux à 13 000 tours par minute, soit cinquante chevaux de moins que le moteur Ford-Cosworth EC Zetec-R qui équipe la Benetton B194. Le carburant et l'huile de moteur sont fournis par le pétrolier Elf. La transmission est assurée par une boîte de vitesses semi-automatique à six rapports développé par Simtek et la société XTrac, tandis que le système de freinage est composé de freins à disque en carbone.
La Simtek S941, qui ne bénéficie alors d'aucun commanditaire, arbore une livrée violette et noire. Elle est présentée le 29 octobre 1993 et effectue un premier test de déverminage le 17 décembre sur le circuit de Silverstone, aux mains de David Brabham,.
Mike Earle, le patron de l'ancienne écurie Onyx Grand Prix, commente les débuts de Simtek et de Pacific Racing, et estime que l'écurie de Nick Wirth a un avantage sur sa rivale : « Le budget global [d'une écurie de Formule 1] est contrôlé par la conception [de la monoplace]. Quand on parle du coût du travail des ingénieurs, ce n'est pas de leur salaire dont il est question, c'est de la manière dont ils conçoivent la voiture. Nick Wirth étant à la fois le concepteur et le patron, il ne gaspille pas d'argent dans ce domaine. Au bout du compte, [Simtek a] fini par dépenser un million de dollars pour arriver où ils sont aujourd'hui. » Néanmoins, eu égard à la hausse des coûts en Formule 1, Earle estime qu'entrer dans la discipline-reine du sport automobile en 1994 est beaucoup plus difficile qu'à la fin des années 1980 où les novices pouvaient espérer se battre contre Ferrari, McLaren et Benetton dès leur troisième année. Selon lui, lors de leurs cinq premières saisons, Simtek et Pacific ne pourront pas envisager mieux que de viser une douzième place en qualifications et, au maximum, la huitième place en course, le temps d'acquérir suffisamment d'expérience et d'attirer un sponsor capable d'apporter suffisamment de liquidités pour lutter avec les meilleures équipes du plateau.

## Choix des pilotes

### Premier pilote: David Brabham

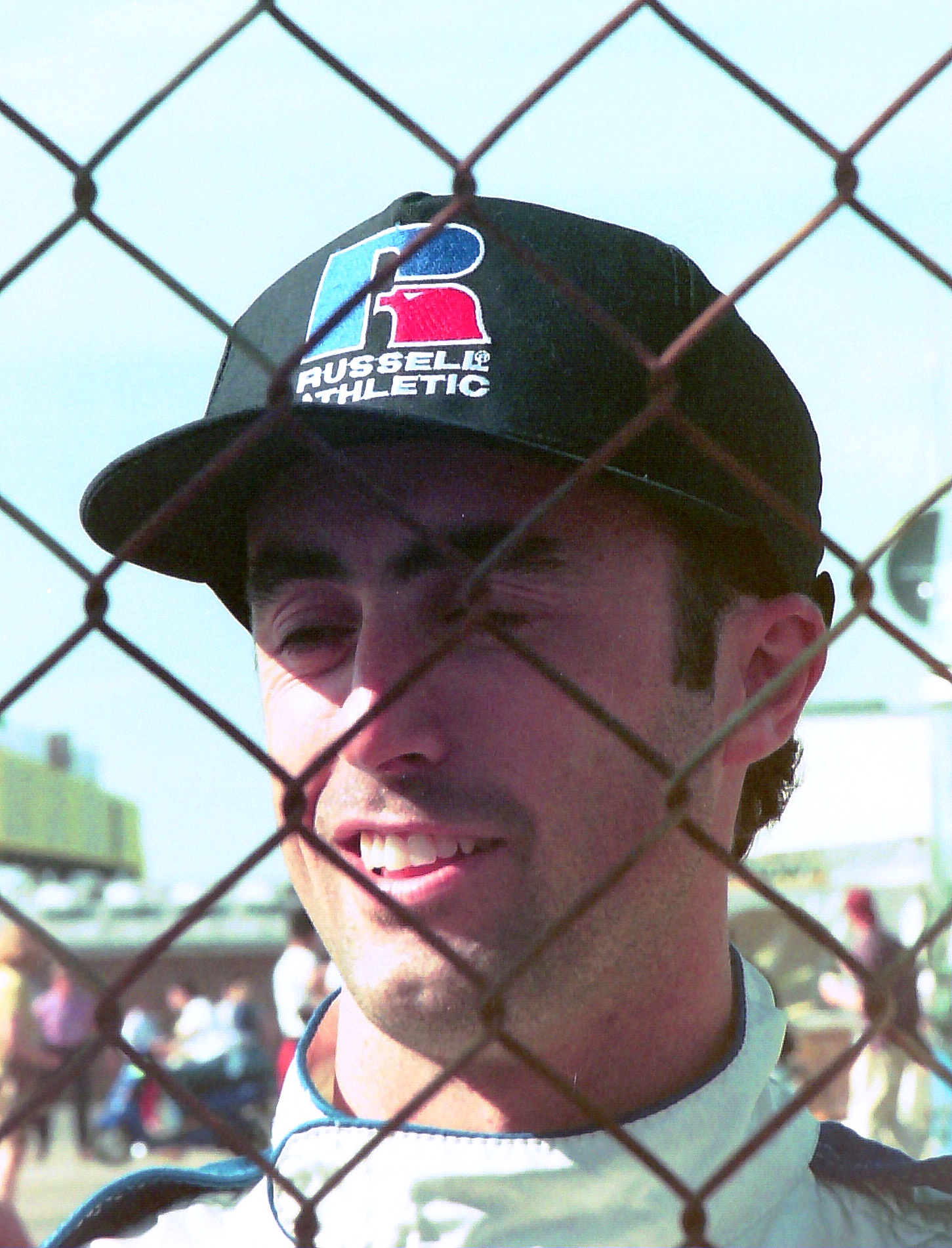
David Brabham (ici à Silverstone en 1994) fait son retour en Formule 1 avec Simtek après quatre ans d'absence.

Dès août 1993, le pilote australien David Brabham est recruté en qualité de premier pilote, moyennant le soutien de son père Jack Brabham dans la recherche de commanditaires pour l'écurie Simtek,,. Il est officiellement confirmé par l'écurie en octobre 1993. David Brabham, champion britannique de Formule 3 en 1989, fait ses débuts en Formule 1 en cours d'année 1990 au sein de la modeste écurie Brabham Racing Organisation, où son père n'exerce plus aucune activité depuis une vingtaine d'années. Au volant d'une Brabham BT59 lente et peu fiable, il est relégué en fond de grille. En quatorze engagements, l'Australien échoue à se qualifier à six reprises et ne rallie l'arrivée que lors du Grand Prix de France, où il termine quinzième. Sans volant en 1991, il se reconvertit dans l'endurance et remporte notamment, avec Nissan, les 24 Heures de Spa cette même année au volant d'une Nissan Skyline GT-R,.

### Un second baquet partagé entre cinq pilotes
En novembre 1993, seul Brabham est officiellement titularisé au sein de l'écurie. Pour le second baquet, Nick Wirth, en mal d'argent, doit recruter un pilote capable de lui apporter un complément de budget. Il entame des négociations avec l'expérimenté Andrea De Cesaris, soutenu par Marlboro, puis avec le Brésilien Gil de Ferran qui peut potentiellement lui apporter le soutien de Sadia, une société américaine spécialisée dans le conditionnement de la viande. Wirth entre également en contact avec le Français Jean-Marc Gounon, qui pilote pour la Scuderia Minardi lors des deux dernières manches du championnat 1993. Gounon, d'abord inscrit comme second pilote Simtek par la Fédération internationale de l'automobile à la fin janvier 1994, s'engage également avec BMW pour disputer les premières manches de la saison 1994 du championnat de France de Supertourisme,,,,,. Le 7 mars 1994, Simtek annonce le recrutement de l'Autrichien Roland Ratzenberger pour les cinq premières manches du championnat tandis que Jean-Marc Gounon, faute de compléments financiers suffisants pour l'écurie, ne récupérera ce baquet qu'à partir du Grand Prix de France. En attendant, Gounon occupe le poste de pilote de réserve. Ratzenberger, soutenu par Barbara Behlau, une riche femme d'affaires monégasque, doit trouver des commanditaires supplémentaires s'il souhaite conserver son baquet chez Simtek pour le restant de la saison. L'Autrichien, novice en Formule 1, possède toutefois un palmarès en sport automobile : champion européen de Formule Ford 1600 en 1985 puis troisième du championnat britannique de Formule 3 en 1988 et 1989, il rejoint le championnat du monde des voitures de sport cette même année et s'illustre notamment en terminant cinquième des 24 Heures du Mans 1993. Connu pour son excellente forme physique, il a, un temps, ambitionné de disputer seul la course mancelle mais les organisateurs le lui ont interdit par mesure de sécurité,.
Pour Nick Wirth, Ratzenberger, bien que novice en Formule 1, est l'homme de la situation : « Je n'imagine pas beaucoup de patrons d'écurie être impressionnés par un pilote comme Roland. Lui m'a montré ses qualités de pilotage au volant d'une Ford Fiesta qu'il avait louée. J'ai eu la frousse de ma vie ! » Pour son équipier, David Brabham, « C'était le pilote idéal pour Simtek. Il était en forme physiquement, présentait bien et armé d'un large sourire. Il n'y avait pas une once de méchanceté en lui. Très charmant et drôle, tout le monde l'aimait bien. Il était rapide dans la voiture et la comprenait parfaitement. C'était un apport considérable. »
Néanmoins, le décès de Roland Ratzenberger lors du Grand Prix de Saint-Marin contraint Simtek à trouver un nouveau pilote en attendant l'arrivée de Gounon. Alors en compétition avec l'Allemand Marco Werner, le second baquet revient à l'Italien Andrea Montermini à partir du Grand Prix d'Espagne. Montermini commence sa carrière de pilote en Formule Alfa Boxer en 1987, où il se classe troisième du championnat après avoir remporté trois courses. Après deux saisons en championnat d'Italie de Formule 3, il rejoint le championnat international de Formule 3000 à partir 1990 et termine vice-champion en 1992. Entretemps, il occupe en 1991 un poste de pilote essayeur au sein de la Scuderia Ferrari, où il effectue plus de 12 000 kilomètres sur le circuit de Fiorano, avant d'occuper cette même fonction en 1993 pour le compte de Benetton Formula,.
À l'issue du Grand Prix du Portugal, Simtek se sépare de Gounon et recherche un nouveau pilote payant capable de financer les trois dernières manches du championnat. Intéressé par le Japonais Hideki Noda, qui se tourne finalement vers Larrousse, Nick Wirth recrute l'Italien Domenico Schiattarella, champion de Formule Ford 2000 italienne en 1987 et vice-champion 1991 du championnat d'Italie de Formule 3. Il dispute en outre deux courses en 1994 dans le championnat américain CART, avant de rejoindre Simtek pour le Grand Prix d'Europe et le Grand Prix d'Australie.
Entre ces deux manches, le deuxième volant est confié, à l'occasion du Grand Prix du Japon au pilote local Taki Inoue, alors en compétition avec Vincenzo Sospiri pour ce baquet. Soutenu par la société japonaise Nova dont la famille est actionnaire, Inoue commence sa carrière en 1985 dans des courses pour voitures de série, puis rejoint le Championnat de Grande-Bretagne de Formule Ford en 1988 où il se fait remarquer par ses nombreux accidents en piste. Entre 1989 et 1993, il dispute le championnat du Japon de Formule 3 où il ne monte jamais sur le podium. L'année suivante, Nova lui finance un baquet au sein de l'écurie Super Nova, engagée en championnat international de Formule 3000. Néanmoins, alors que son équipier Vincenzo Sospiri se bat pour le titre, Inoue ne marque aucun point.

## La Simtek S941 en course

### Essais de pré-saison

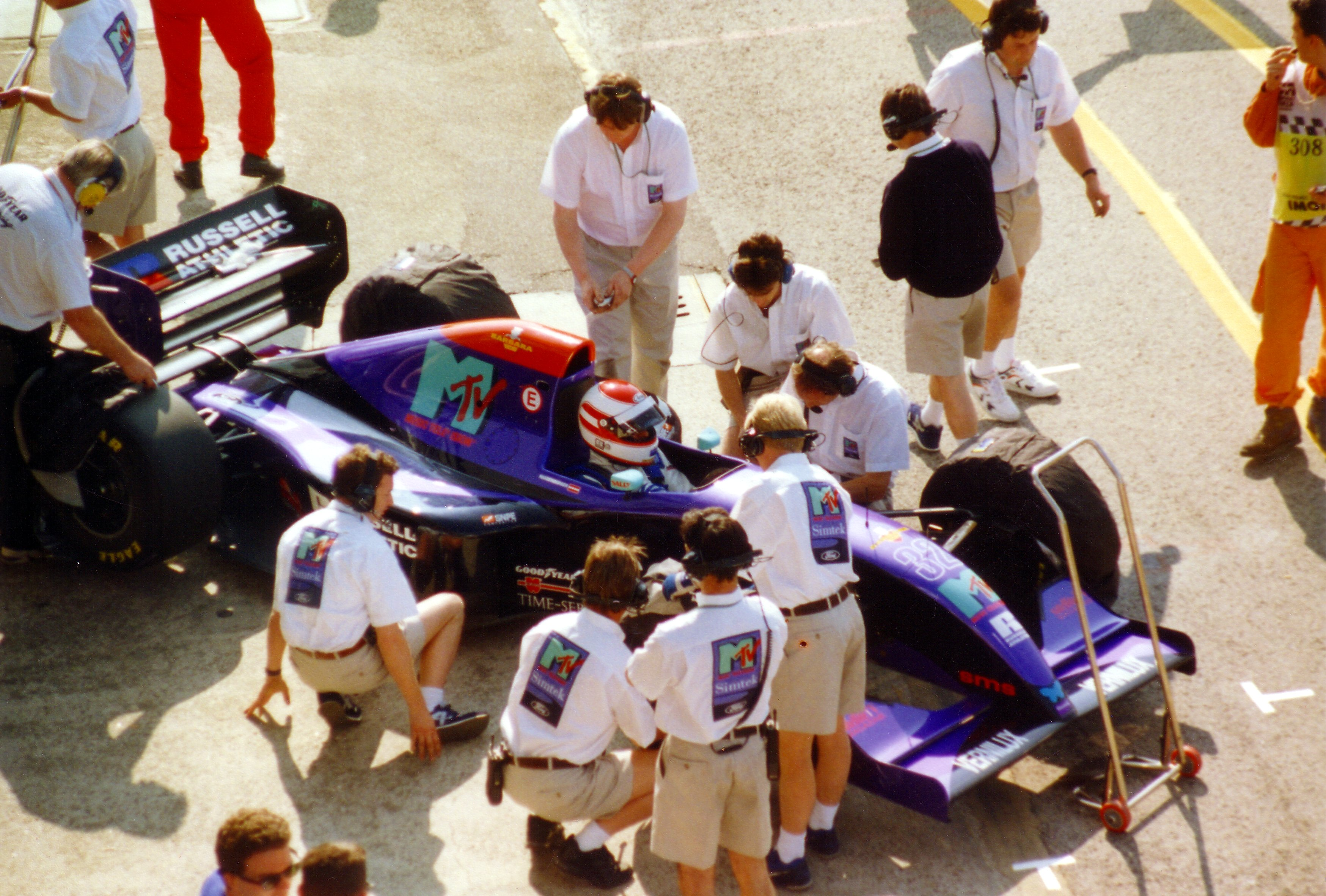
MTV, nouveau partenaire de Simtek.

La Simtek effectue ses premiers essais hivernaux le 8 février 1994, sur le circuit de Silverstone. Lors de ces tests, David Brabham se montre beaucoup plus lent qu'Eddie Irvine qui réalise, au volant de la Jordan 194, le temps de référence de cette session d'essais. Le 11 mars, Roland Ratzenberger effectue ses premiers tours de roues avec la S941, sur le circuit d'Imola.
Si les performances de la S941 s'avèrent très modestes lors des essais de pré-saison, les observateurs estiment que Simtek, grâce au soutien de Jack Brabham et de la présence de Nick Wirth, considéré comme un ingénieur renommé, pourrait marquer ses premiers points en Formule 1 dès sa première saison, au contraire de Pacific Racing, condamnée au fond de grille. Le directeur sportif, Charlie Moddy, encourage ses employés à vivre cette première saison comme une aventure et se donne pour mission de battre Pacific Racing qui intègre elle aussi le championnat,.
Simtek signe un partenariat commercial avec la chaîne de télévision américaine MTV, qui devient le sponsor-titre de l'écurie.

### Débuts au Brésil

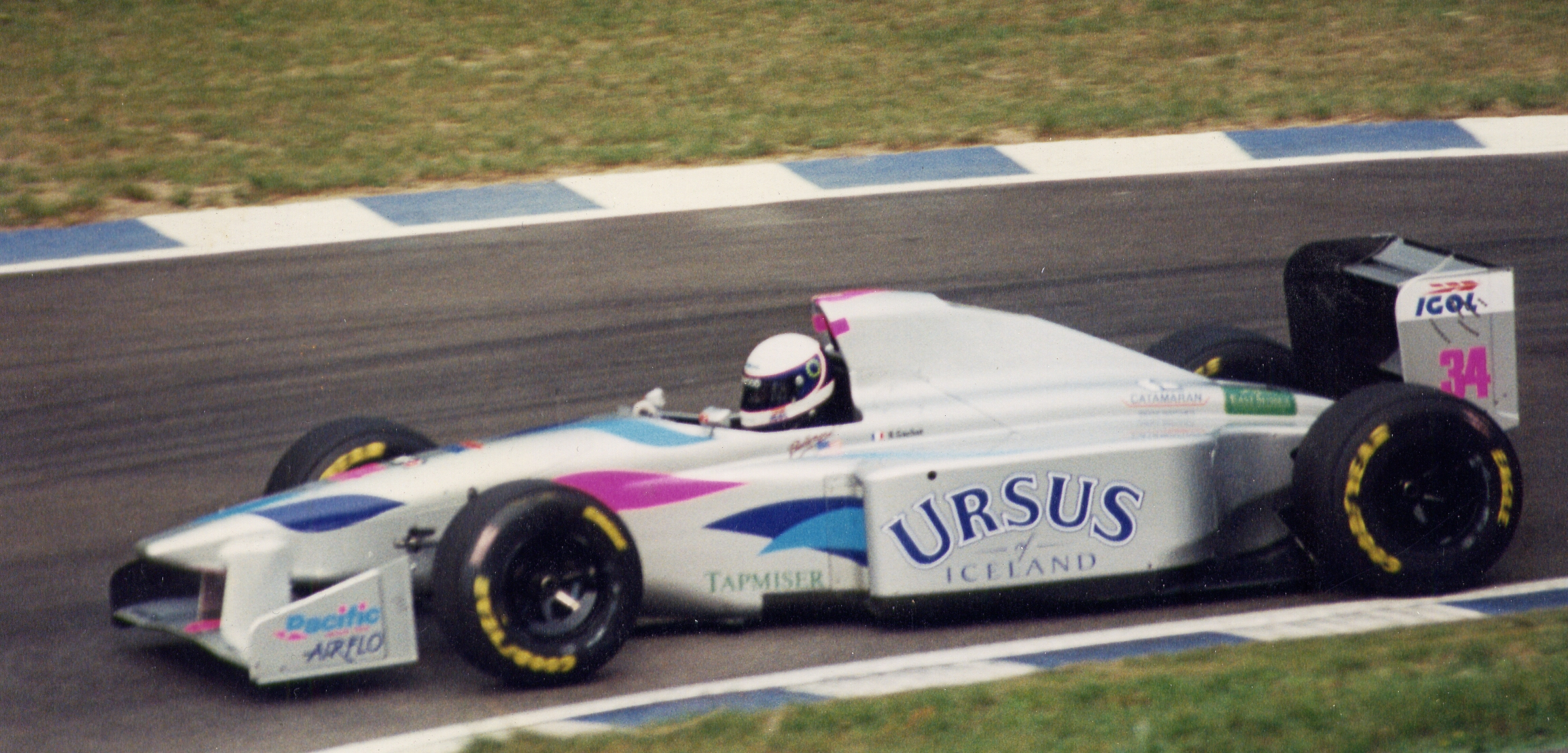
Les Pacific PR01, également débutantes en Formule 1, sont un bon point de repère pour juger les performances de Simtek.

Simtek fait ses débuts lors du Grand Prix du Brésil, première manche du championnat 1994 disputé fin mars sur le circuit d'Interlagos alors que Nick Wirth fête ses 28 ans. Lors de la première séance d'essais libres, le vendredi matin, les S941 dominent les PR01 de la nouvelle écurie Pacific Racing d'environ deux secondes : David Brabham boucle vingt tours et réalise le vingt-quatrième temps de la séance en 1 min 22 s 537, à 6,3 secondes du temps de référence établi par Ayrton Senna sur Williams. Son équipier Roland Ratzenberger, pour ses débuts en Formule 1, réalise dix-huit tours et obtient le vingt-cinquième temps, à une seconde de Brabham,,.
Le vendredi après-midi, lors de la première séance de qualifications, les deux Simtek bouclent moins de tours que leurs concurrents. Brabham obtient le vingt-cinquième temps provisoire en 1 min 22 s 266, à six secondes de Senna mais devance la PR01 de Bertrand Gachot de deux dixièmes de seconde. Ratzenberger réalise le vingt-septième temps, en 1 min 22 s 707. Cette première journée est marquée par quelques problèmes, les deux pilotes Simtek ayant du mal à faire chauffer leurs pneumatiques,.
Le lendemain matin, lors de la seconde séance d'essais libres, Brabham améliore sa performance de la veille et tourne en 1 min 20 s 396 : auteur du vingt-quatrième temps, à 4,3 secondes de Senna, il bat les deux Pacific ainsi que la Lotus 107C de Pedro Lamy de près d'une seconde. Ratzenberger, au volant d'une monoplace souffrant de problèmes électriques, effectue une dizaine de tours, moitié moins que Brabham, et se classe vingt-septième de la séance, rendant près de quatre secondes à l'autre S941,,.
L'après-midi, la plupart des pilotes du plateau améliorent leurs temps de qualifications mais la fin de la séance est gâchée par la pluie ; Brabham, auteur du vingt-troisième temps en 1 min 21 s 186, obtient la vingt-sixième et dernière place qualificative sur la grille, Bertrand Gachot le devançant de cinq dixièmes de seconde. Ratzenberger, dont la S941 souffre de sous-virage, n'améliore pas et, vingt-septième du classement final des qualifications, n'est pas autorisé à prendre le départ de la course,,,,,.
Le dimanche matin, lors de la séance d'échauffement, Brabham boucle neuf tours et prend le seizième temps, en 1 min 21 s 134, devançant notamment les Ligier JS39B, les Larrousse LH94 et les Lotus 107C. Cette performance s'explique par le fait qu'une demi-douzaine de pilotes ont peu tourné, ou roulé lentement, lors de ce warm-up.
En course, David Brabham, qui craint une défaillance de son embrayage, opte pour une stratégie à un seul arrêt ; ses ingénieurs chargent sa monoplace de trente litres de carburant supplémentaires. L'Australien profite du tête-à-queue de la Ligier d'Éric Bernard, qui entraîne un accrochage entre la Larrousse d'Olivier Beretta et la Pacific de Gachot, pour se retrouver vingt-troisième à la fin du premier tour. Le pilote Simtek reste en fond de classement tout au long de la course et s'attire les foudres de Michael Schumacher, pilote Benetton qui, s'estimant gêné en lui prenant un tour, lui adresse un poing furieux. Brabham termine douzième et dernier de l'épreuve, à quatre tours de Schumacher et à un tour de son plus proche poursuivant, Olivier Panis,,,. Il déclare : « Après avoir évité l'accident Gachot-Beretta, j'ai préféré rouler régulièrement pour rejoindre le drapeau à damier. C'était le meilleur moyen de récompenser toute l'équipe. »
À l'issue de ce premier Grand Prix, les observateurs saluent les performances de Simtek et de sa rivale Pacific qui, malgré leur lutte en fond de grille, sont considérées comme de véritables écuries professionnelles.

### Deux monoplaces qualifiées au Grand Prix du Pacifique
Trois semaines plus tard, à la mi-avril, le plateau se rend sur le nouveau circuit japonais TI Aida pour y disputer la première édition du Grand Prix du Pacifique. Nick Wirth avait espéré disposer d'une commande de boîte de vitesses semi-automatique mais celle-ci est désormais prévue pour l'épreuve monégasque ; la S941 n'a reçu que quelques modifications de détail. Lors des essais libres du vendredi matin, Roland Ratzenberger tourne en 1 min 16 s 931 et devance pour près de trois dixièmes de seconde les Pacific de Bertrand Gachot et de Paul Belmondo. Son équipier David Brabham, plus rapide de deux secondes, réalise le vingt-deuxième temps de la séance, en 1 min 14 s 923, à 4,7 secondes d'Ayrton Senna ; il se montre plus véloce que Pedro Lamy (Lotus), Olivier Beretta (Larrousse) et Éric Bernard (Ligier),.
L'après-midi, seul Brabham participe à la première séance de qualifications puisque Ratzenberger, victime d'une violente sortie de piste, a endommagé sa monoplace. L'Australien obtient le vingt-cinquième temps provisoire en 1 min 14 s 946, battant de plus de deux secondes les Pacific PR01, en difficulté avec leur lent et fragile moteur V10 Ilmor. Il rend néanmoins plus de quatre secondes au temps de référence de Senna avec la Williams FW16,,.
Le samedi matin, lors de la deuxième session d'essais libres, Brabham et Ratzenberger n'améliorent pas leurs temps et occupent les vingt-cinquième et vingt-sixième rangs, à plus de quatre secondes de la Benetton B194 de Michael Schumacher ; ils dominent néanmoins les pilotes de l'écurie Pacific Racing d'environ 2,5 secondes,.
L'après-midi, les fortes chaleurs qui s'abattent sur le circuit rendent la piste glissante et réduisent la durée d'efficacité des pneumatiques les plus tendres à quelques tours. Ainsi, alors que peu de pilotes améliorent leurs temps, Brabham, réalise le dix-neuvième temps en 1 min 14 s 748, et se qualifie en vingt-cinquième position. Son équipier améliore également en tournant en 1 min 16 s 356 et prend la vingt-sixième et dernière place qualificative,,,.
Lors du warm-up du dimanche matin, Brabham s'illustre en devançant les Ligier de Panis et Bernard ; l'Australien effectue le vingtième meilleur temps de la séance en 1 min 15 s 783 et bat les Lotus de Lamy et de Johnny Herbert de près d'une seconde. De son côté, Ratzenberger est vingt-sixième et dernier, à 1,3 seconde de son équipier,.
En course, Brabham abandonne dès le deuxième tour à cause d'un problème électrique alors qu'il occupait la dix-huitième place. Ratzenberger gagne deux places en profitant des déboires de Panis qui a calé au départ et d'Erik Comas qui s'accroche avec Mark Blundell. L'Autrichien conserve l'avantage sur les deux Français jusqu'à un accrochage avec la Jordan de Rubens Barrichello qui lui prend un tour, à la cinquante-et-unième boucle de la course. Il rallie néanmoins l'arrivée en onzième et dernière position, à cinq tours du vainqueur Michael Schumacher. Ratzenberger, exigeant envers lui-même, est mécontent de ce résultat et estime qu'il aurait dû être plus performant en course,,,,,.
Le rythme en course des S941 demeure toujours très lent à TI Aida, puisqu'elles sont moins rapides d'une seconde et demi que les Lotus 107C et les Larrousse LH94, leurs principales rivales.

### Drame à Imola

#### Problèmes d'aileron avant pour Simtek
En marge du Grand Prix de Saint-Marin, disputé deux semaines plus tard, Roland Ratzenberger entame des discussions avec des commanditaires japonais afin de financer son baquet chez Simtek pour le restant de la saison.
Lors des essais libres du vendredi matin, David Brabham boucle dix tours et réalise le vingt-quatrième temps en 1 min 27 s 250, à 5,6 secondes d'Ayrton Senna et à deux dixièmes de seconde du pilote Pacific Bertrand Gachot. Son équipier, vingt-sixième, devance Paul Belmondo et Olivier Beretta. Tournant en 1 min 27 s 917, il boucle dix-sept tours du circuit d'Imola,.
L'après-midi, lors d'une séance de qualification interrompue pendant une heure à la suite du grave accident de Rubens Barrichello, Brabham n'effectue que cinq tours en raison de la perte de son aileron avant et s'empare de la vingt-quatrième place provisoire sur la grille, en 1 min 27 s 607, à plus de quatre dixièmes de Beretta, vingt-troisième, et à six secondes de Senna. Ratzenberger, auteur du vingt-cinquième temps, est plus lent de seulement cinq centièmes de seconde,,.
Le vendredi soir, Charlie Moody, le directeur sportif de Simtek, est chargé de trouver une solution pour l'aileron avant de la S941 de Brabham. Il demande des conseils à Adrian Newey, le designer en chef de l'écurie Williams F1 Team. Ce dernier, étonné que Nick Wirth, qui dîne en compagnie de commanditaires de l'écurie, l'ait chargé d'une telle mission, lui répond qu'il ne connaît pas la voiture et que c'est à Wirth de résoudre ce problème.
Le lendemain matin, Brabham ne réalise que quatre tours et obtient le vingt-quatrième temps, en 1 min 26 s 904, à près de cinq secondes de Senna. Son équipier, vingt-cinquième, boucle vingt-et-un tours et tourne en 1 min 27 s 371. L'Autrichien, vingt-cinquième, est à peine plus rapide que les pilotes de Pacific,,. Les deux équipiers s'accrochent lors de cette séance, entraînant des dégâts mineurs à l'aileron de la monoplace de l'Autrichien. Les mécaniciens ne jugent donc pas nécessaire de remplacer l'aileron de la voiture de Ratzenberger.

#### L'accident mortel de Roland Ratzenberger

La Villeneuve curva, lieu de l'accident de Ratzenberger.

Le samedi après-midi, Roland Ratzenberger prend part à la deuxième séance de qualifications, où il doit améliorer son temps pour garder à distance Paul Belmondo et se qualifier. À 13 h 20, lors de son troisième tour rapide, il endommage le museau de sa S941 en escaladant un vibreur dans le virage Acque Minerali. L'Autrichien ne s'arrête toutefois pas aux stands et entame un nouveau tour ; alors qu'il aborde la courbe Villeneuve, à 315 km/h, le déflecteur gauche de son aileron avant s'envole. Devenue incontrôlable à cause de la perte de cet élément, la S941 tire tout droit et s'écrase de plein fouet contre un mur de béton avant de glisser, en toupie, jusqu'aux abords du virage Tosa. Ratzenberger, dont la tête a été secouée à chaque soubresaut de sa voiture, est inerte. Alors que la cellule de survie de la S941 est intacte, son flanc gauche est totalement détruit,,,.

La séance est immédiatement interrompue sur drapeau rouge et l'équipe médicale, dirigée par le professeur Sid Watkins, arrive sur les lieux de l'accident quelques secondes plus tard pour pratiquer un massage cardiaque à même le sol, sans succès. L'hélicoptère médical du circuit atterrit sur place et emporte Ratzenberger à l'hôpital de Bologne, où son décès est officiellement prononcé par le docteur Piana à 14 h 15 au service d'anesthésie. L'Autrichien est en réalité mort sur le coup des suites d'une fracture de la base du crâne et d'une hémorragie interne mais son décès a été prononcé à l'extérieur du circuit afin d'éviter une annulation du Grand Prix,,.
Il s'agit du premier accident mortel en Formule 1 depuis celui de Riccardo Paletti au Grand Prix du Canada 1982. De nombreux pilotes font face à leur premier accident mortel : ses amis Johnny Herbert, Heinz-Harald Frentzen, JJ Lehto et Gerhard Berger sont effondrés. Ayrton Senna, qui a tenté de se rendre sur les lieux de l'accident, est traumatisé par la mort de l'Autrichien, et ne participe pas à la fin de la séance de qualification, préférant se rendre au chevet de l'Autrichien. Il embarque lors de la course un petit drapeau autrichien avec lequel il entend lui rendre hommage lors du tour d'honneur de la course du lendemain,.
Le manque d'expérience et la faiblesse de la structure de Simtek, sont préjudiciables à l'équipe de Nick Wirth. Peu après l'accident fatal de Roland Ratzenberger, les difficiles conditions de travail des petites écuries débutantes à faible budget sont pointées du doigt par les spécialistes de la discipline. Il est révélé que Simtek doit composer avec un effectif de seulement dix-neuf employés, ce qui entraîne un surmenage des mécaniciens. D'autre part, ceux-ci devant accepter un salaire bien moindre que dans les autres écuries, Simtek ne peut attirer que le personnel le moins compétent ou le moins aguerri du paddock. Enfin, le budget réduit ne permet pas toujours de procéder à la maintenance ou au renouvellement des pièces d'usure ou des pièces endommagées : il peut donc arriver qu'un élément endommagé lors d'un accrochage ou d'une sortie de piste ne soit pas systématiquement remplacé. Certains observateurs estiment que Simtek, faute de moyens, est incapable de fournir un matériel sûr à ses pilotes et que les mécaniciens ont sous-estimés les dégâts sur l'aileron avant de Ratzenberger,.
David Brabham se remémore ce tragique moment : « Quand j'ai vu les débris de la voiture et le résultat du crash, j'étais très inquiet. C'était l'endroit le plus rapide du circuit. J'ai regardé les images et rapidement compris qu'il était parti. La position de sa tête, sa visière légèrement relevée… » Son père, Rudolf Ratzenberger, qui n'approuvait pas la carrière de son fils, assiste à la mort de ce dernier devant sa télévision : « Quand j'ai vu sa tête sur l'épave, j'ai compris que c'était terminé. Ma femme était dans la cuisine, que pouvais-je lui dire ? Je n'ai pas souhaité lui en parler. Elle l'a appris à la radio. »

Quelques semaines après l'accident, dans un entretien au journal britannique The Guardian, Nick Wirth livre ses sentiments : « Je n'oublierai jamais. Voir Roland étendu sur la pelouse et recevant un massage cardiaque… Votre corps se comporte de drôle de manière dans ce type de situation. Vous ne fonctionnez plus comme une personne normale. Vous perdez littéralement le contrôle, vos jambes deviennent de la confiture et vous avez envie de vomir, pas en raison de ce que vous voyez mais en raison des émotions qui vous submergent. Quand la monoplace a été rapportée sur un camion, je ne voulais pas la regarder. J'ai dû me forcer. Il y avait un trou immense sur le côté du châssis causé par la roue avant gauche. L'impact avec le mur avait été si sévère que la roue avait traversé le châssis jusqu'à Roland. »
Max Mosley, fondateur de Simtek et président de la Fédération internationale de l'automobile qui organise le championnat du monde de Formule 1, confirme que la télémétrie prouve que Ratzenberger a bien effectué une sortie de route dans le tour précédant son accident (la distance parcourue dépassant de 25 mètres celle d'un tour de circuit et le temps de 1 min 31 s 457, à environ cinq secondes de la performance attendue). Toujours selon les données de la télémétrie, la monoplace a ensuite atteint la vitesse de 308 km/h au moment où la perte de l'aileron la prive d'appui. Il se refuse en revanche à prendre position sur les éventuels dégâts subis par l'aileron lors de la collision avec son coéquipier durant les essais libres, ni sur le fait que l'aileron endommagé n'aurait pas été changé,.

#### Abandon de Brabham en course
Brabham se qualifie en vingt-quatrième position en 1 min 26 s 817, à 5,2 secondes de la pole position d'Ayrton Senna. Ratzenberger, avec un meilleur temps en 1 min 27 s 584, aurait obtenu la vingt-sixième place sur la grille de départ,. 
Nick Wirth laisse à l'Australien le choix de ne pas participer à la course mais, afin de remobiliser une équipe démoralisée et abattue, Brabham décide de prendre le départ,.
Lors du warm-up, Brabham réalise le dix-huitième temps sur vingt-quatre participants, en 1 min 26 s 880, à 4,2 secondes de Senna. Il se montre plus rapide que les Lotus et les Larrousse,.
Lors d'une course interrompue par l'accident de Pedro Lamy puis par l'accident mortel d'Ayrton Senna, Brabham abandonne au vingt-septième tour en raison d'un problème de direction alors qu'il occupait la seizième place,,.

#### Obsèques de Ratzenberger
Le 6 mai, Roland Ratzenberger est inhumé au cimetière de Maxglan, près de Salzbourg, en Autriche, en présence de 250 personnes, dont les pilotes Gerhard Berger, JJ Lehto, David Brabham, Heinz-Harald Frentzen, Karl Wendlinger et Johnny Herbert qui lui rendent hommage en évoquant les risques qu'incombent à un pilote de Formule 1 : « C'est terrible de perdre un gars si gentil mais, au moins, il est mort en faisant ce qu'il aimait. Je sais qu'il connaissait les risques. Nous les connaissons tous. Si cela m'était arrivé, il aurait voulu que les autres continuent et c'est ce que nous avons finalement fait pour lui. Oui, il est parti trop tôt et c'est injuste mais c'est quelque chose que nous acceptons, bien que nous devrions y penser le moins possible… »
La cérémonie se tient en présence de Max Mosley, le président de la Fédération internationale de l'automobile, qui a préféré se rendre aux obsèques de Ratzenberger plutôt qu'à celles, beaucoup plus médiatiques, de Senna, organisées la veille au Brésil. En 2014, il justifie ce choix en expliquant que la mort de l'Autrichien ne doit pas être éclipsée par celle du triple champion du monde : « Roland a été presque oublié… Quand je parle aux gens, je ne parle jamais du weekend où est mort Ayrton. C'est toujours Ayrton et Roland. Je ne veux pas oublier et je ne veux pas que les gens oublient Roland. »
Dans un communiqué, Simtek rend également hommage à son pilote : « En faisant de nombreux sacrifices, Roland a gravi les échelons jusqu'à la Formule 1. C'était un pilote vraiment polyvalent. Son style de conduite courageux et son caractère charmant vont énormément manquer à beaucoup de gens dans le monde. »

### Une seule monoplace au Grand Prix de Monaco

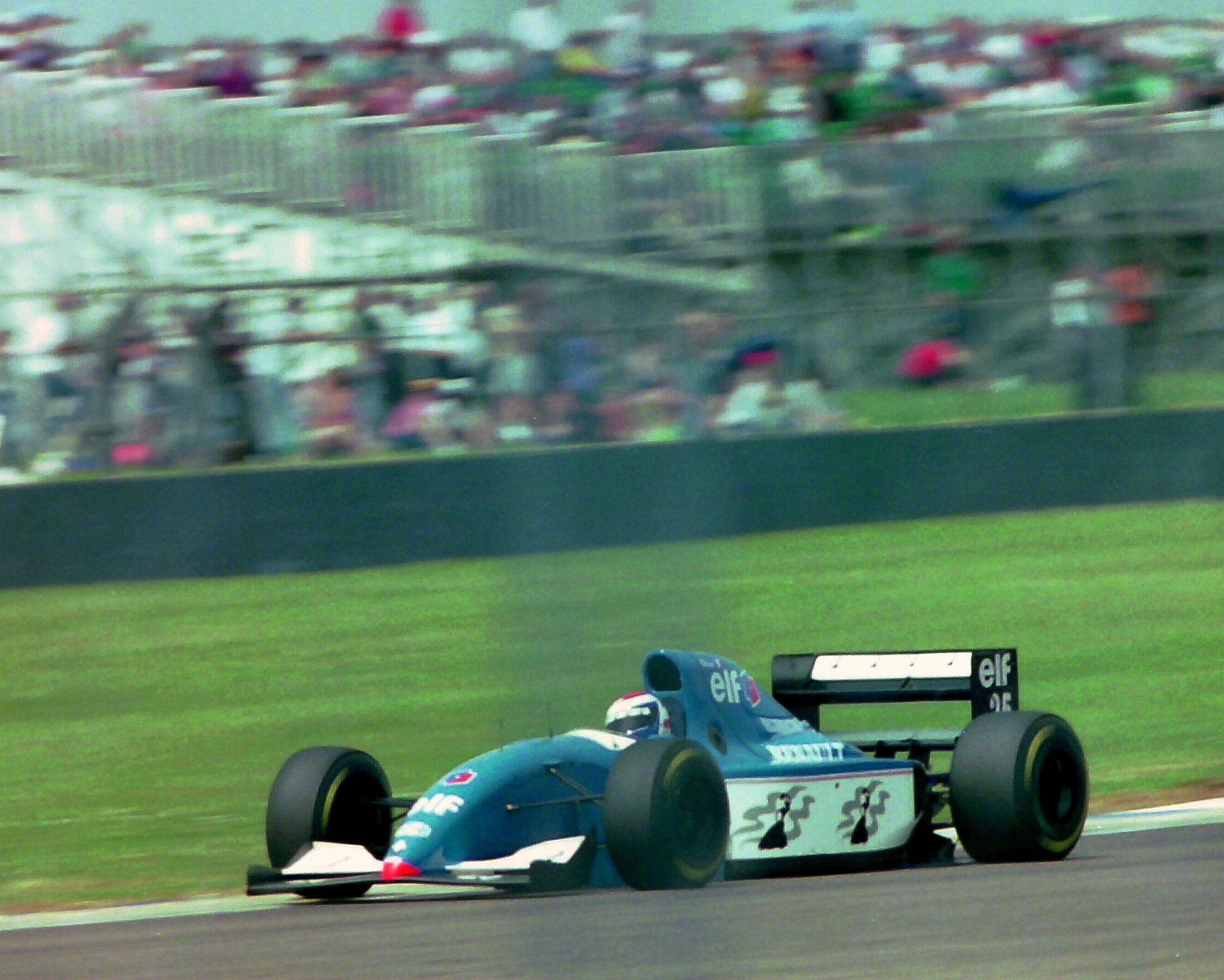
À Monaco, la S941 de Brabham se montre un peu plus rapide que la Ligier JS39B d'Éric Bernard (ici à Silverstone).

Malgré le décès de Roland Ratzenberger, Nick Wirth, après avoir consulté l'ensemble de son personnel, décide de poursuivre la saison de Formule 1. Afin de rendre hommage au pilote autrichien, seule la voiture de David Brabham est engagée au Grand Prix de Monaco, mi-mai. La boîte à air de la S941 arbore désormais la mention « for Roland » jusqu'à la fin du championnat,,. Le second baquet, désormais libre jusqu'au Grand Prix de France quand Jean-Marc Gounon doit intégrer l'écurie, est convoité par l'Italien Andrea Montermini et l'Allemand Marco Werner.
Lors des premiers essais libres de la manche monégasque, Brabham tourne en 1 min 26 s 688, à 4,8 secondes de la Benetton B194 de Michael Schumacher ; il réalise le dix-septième temps de la séance et devance les pilotes Ligier, Minardi et Pacific ainsi que la Jordan 194 d'Andrea De Cesaris et la Tyrrell 021 d'Ukyo Katayama,.
Le jeudi après-midi, seuls vingt-deux pilotes participent à la première séance de qualifications après le retrait de Sauber dont le pilote Karl Wendlinger, victime d'un grave accident durant la matinée, est dans le coma ; l'équipe suisse décide de ne pas participer au reste du Grand Prix par mesure de sécurité. Brabham réalise le vingt-et-unième temps provisoire en 1 min 26 s 690, à 6,4 secondes de Schumacher ; il domine la Ligier JS39 d'Éric Bernard et relègue les pilotes Pacific à plus de trois secondes,.
Deux jours plus tard, Brabham, vingt-deuxième de la deuxième session d'essais libres en 1 min 25 s 939, à 5,4 secondes de Schumacher, ne domine plus que les pilotes Pacific. Il reste cependant dans le rythme des pilotes Larrousse à qui il ne rend qu'un dixième de seconde. Le samedi après-midi, l'Australien améliore sa performance en 1 min 24 s 656, ce qui lui permet de prendre la vingt-deuxième place sur la grille de départ, à quelques dixièmes de secondes des pilotes Ligier dont les monoplaces sont en manque de développement,.
Le dimanche matin, lors du warm-up, Brabham, dans le rythme de la Ligier de Bernard, est l'auteur du vingt-troisième temps, en 1 min 26 s 301. Il devance la Minardi M194 de Michele Alboreto de sept millièmes de seconde,.
Une demi-heure avant le départ de la course, une minute de silence est observée en hommage à Ayrton Senna et Roland Ratzenberger. En leur honneur, la première ligne de la grille de départ du circuit de Monaco, laissée vide, arbore un drapeau brésilien et un drapeau autrichien. Brabham profite des abandons du premier tour pour prendre la dix-septième place ; il résiste à Pedro Lamy, Bertrand Gachot et Paul Belmondo et se retrouve douzième avant son passage aux stands au trente-sixième tour. Douze boucles plus loin, il commet une erreur en fermant la porte à la Ferrari 412 T1 de Jean Alesi qui s'apprêtait à lui prendre un tour par l'extérieur à l'épingle du Lowes. Le Français s'accroche avec la S941 et Brabham, dont le train arrière est faussé, abandonne au tour suivant alors qu'il était treizième,,,,. Néanmoins, le rythme de course de l'Australien est en progrès puisqu'il tourne environ un dixième de seconde plus vite que la Ligier de Bernard et est plus rapide de cinq dixièmes de seconde que la Lotus 107C de Lamy.

### Brabham dans le rythme des Lotus en Espagne

#### Tensions autour des réformes techniques imposés par la FIA

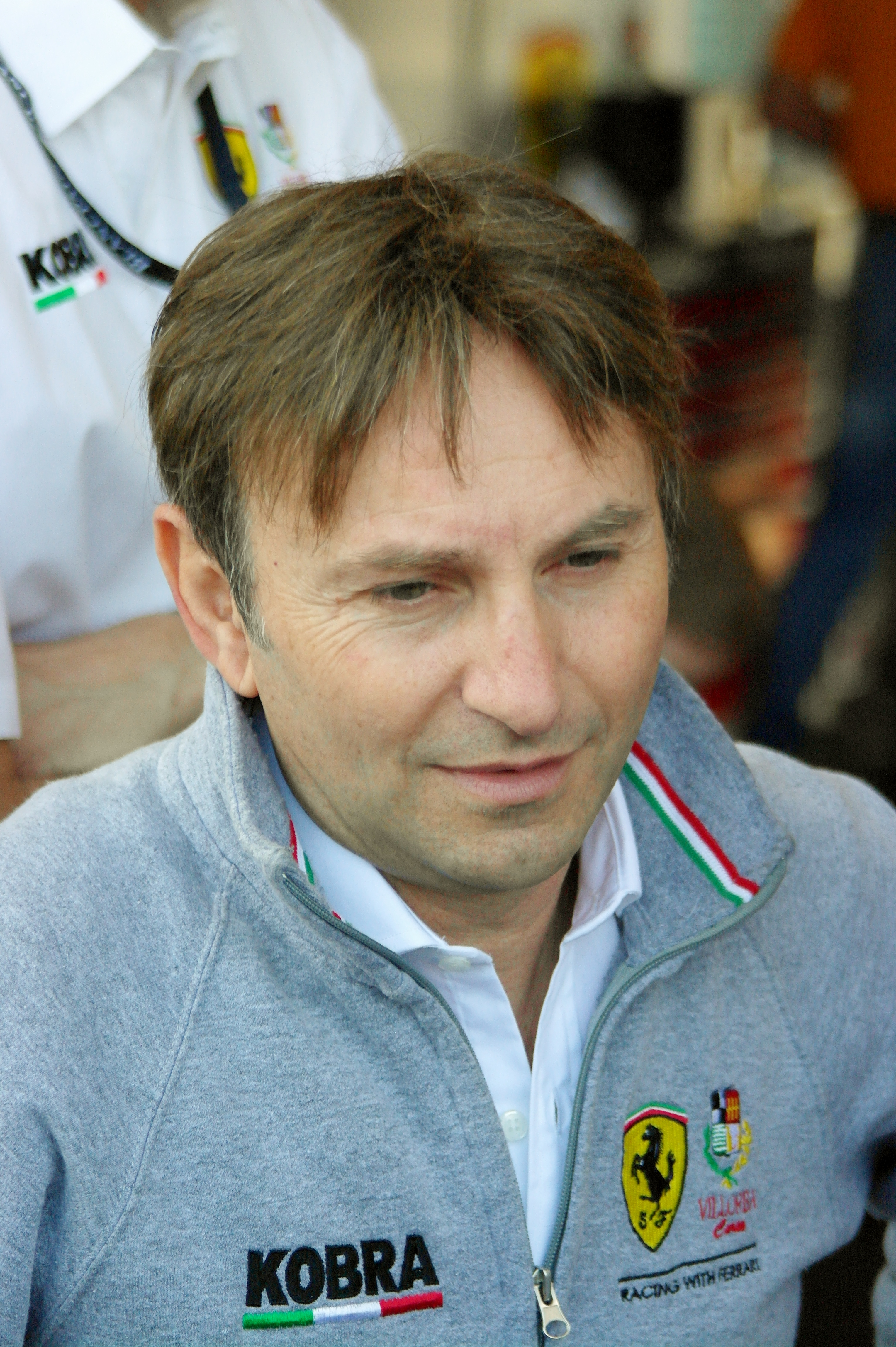
Andrea Montermini (ici en 2014) fait ses débuts en Formule 1 lors du Grand Prix d'Espagne.

Simtek recrute l'Italien Andrea Montermini, ancien pilote essayeur de la Scuderia Ferrari en 1991, puis de Benetton en 1993, jusqu'au Grand Prix de France pour remplacer Roland Ratzenberger,.
En marge du Grand Prix d'Espagne, organisé à la fin mai, Max Mosley, le président de la Fédération internationale de l'automobile, impose aux écuries d'effectuer plusieurs modifications de leurs monoplaces afin de réduire leur vitesse et garantir une meilleure sécurité des pilotes. Ainsi, pour la manche espagnole, des ralentisseurs sont installés à l'entrée et à la sortie des stands où la vitesse est désormais limitée à 80 km/h. La taille de l'aileron avant est limitée à 35 centimètres devant l'axe des roues, les dérives latérales de l'aileron avant sont rehaussées de 10 millimètres et le diffuseur doit être réduit et ne plus dépasser l'axe des roues arrière. Ces réformes techniques ont pour but de réduire de 25 % l'appui aérodynamique des monoplaces. Des mesures complémentaires sont prises pour le Grand Prix du Canada, comme le renforcement des triangles de suspension, l'allongement de l'ouverture du cockpit et l'amélioration du repose-tête. De plus, la boîte à air doit être supprimée et le carburant utilisé sera le même qu'utilisé pour les voitures de série. Enfin, le poids des monoplaces doit passer de 505 à 515 kilogrammes,,.
Ces réformes applicables immédiatement courroucent les directeurs d'écuries, en particulier Flavio Briatore, patron de Benetton Formula et propriétaire de Ligier, qui juge ces modifications techniques dangereuses et incohérentes : selon lui, réduire les appuis aérodynamiques avant de réduire la puissance des monoplaces conduit à une dégradation dangereuse de la tenue de route et de la stabilité des voitures qui pourraient renforcer le risque d'accident. Considérant que ces réformes bafouent les Accords de la Concorde, qui régissent la Formule 1, Benetton, Williams, McLaren, Lotus, Jordan, Ligier et Arrows boycottent la première séance d'essais libres du Grand Prix d'Espagne. Si Simtek et Pacific ne prennent pas part officiellement à la grève, les écuries de pointe les informent qu' « il n'est pas dans leur intérêt de courir ». Les deux équipes suivent ce « conseil » et ne participent pas aux essais libres du vendredi,,.
Alors que Ferrari, Sauber, Larrousse, Tyrrell et Minardi effectuent leurs essais, Bernie Ecclestone, le président de la FOCA, réunit dans le motorhome de Williams les patrons d'écuries grévistes, dont Nick Wirth, qui représente Simtek, et Max Mosley. Au bout d'une heure de négociations, plusieurs réformes techniques (protection de la tête des pilotes, augmentation du poids-limite, élargissement du cockpit, renforcement des triangles de suspension) prévues pour le Grand Prix du Canada, du 10 au 12 juin, sont repoussées au Grand Prix de France, du 1er au 3 juillet. En outre, le « Groupe de Travail F1 », chargé de définir la refonte de la réglementation technique pour 1995, est ouverte à deux pilotes, Gerhard Berger et Niki Lauda, et à davantage d'ingénieurs. Ces compromis mettent fin à la fronde des constructeurs et permettant la tenue du Grand Prix d'Espagne,,,.

#### Un Grand Prix marqué par l'accident d'Andrea Montermini
Lors de la première séance de qualification du vendredi après-midi, les pilotes Simtek ne devancent que leurs rivaux de Pacific Racing : David Brabham réalise le vingt-troisième temps, en 1 min 30 s 797, à plus de sept secondes de Michael Schumacher tandis qu'Andrea Montermini, auteur du vingt-quatrième temps provisoire, boucle onze tours et tourne en 1 min 31 s 111,.
Le lendemain matin, lors de la deuxième séance d'essais libres, Brabham s'empare du vingt-deuxième temps en 1 min 27 s 240. Il devance Alessandro Zanardi et Johnny Herbert, les pilotes Lotus alors que le pilote britannique dispose de la nouvelle Lotus 109. Montermini est vingt-cinquième, avec un meilleur temps établi en 1 min 28 s 887,. En fin de séance, le novice italien sort trop largement de la dernière courbe du circuit de Catalunya qui mène à la ligne droite des stands et se retrouve dans l'herbe ; il tente de rejoindre la piste mais perd le contrôle de sa S941 qui tape le mur à plus de 200 km/h. Sous la violence du choc, le moteur Ford-Cosworth se désolidarise du châssis, renvoyé sur la piste en toupie avant de s'immobiliser. La séance est interrompue sur drapeau rouge et les secours, dirigés par le professeur Sid Watkins, interviennent autour de l'épave de la S941, dont le train avant est si détruit qu'on distingue les jambes du pilote italien. Inerte, Montermini ne peut sortir seul de sa monoplace ; il est placé dans une civière et évacué vers l'hôpital de Barcelone. Alors que les premières informations sur son état de santé laissaient présager de graves blessures, Montermini s'en sort avec des fractures au talon gauche et au troisième métatarse tandis que son scanner ne présente aucune commotion cérébrale. Il prend le parti d'en rire en déclarant que ses examens n'ont révélé qu'un « crâne rempli de spaghettis ». Néanmoins, il doit observer une convalescence de plusieurs semaines,,,,.

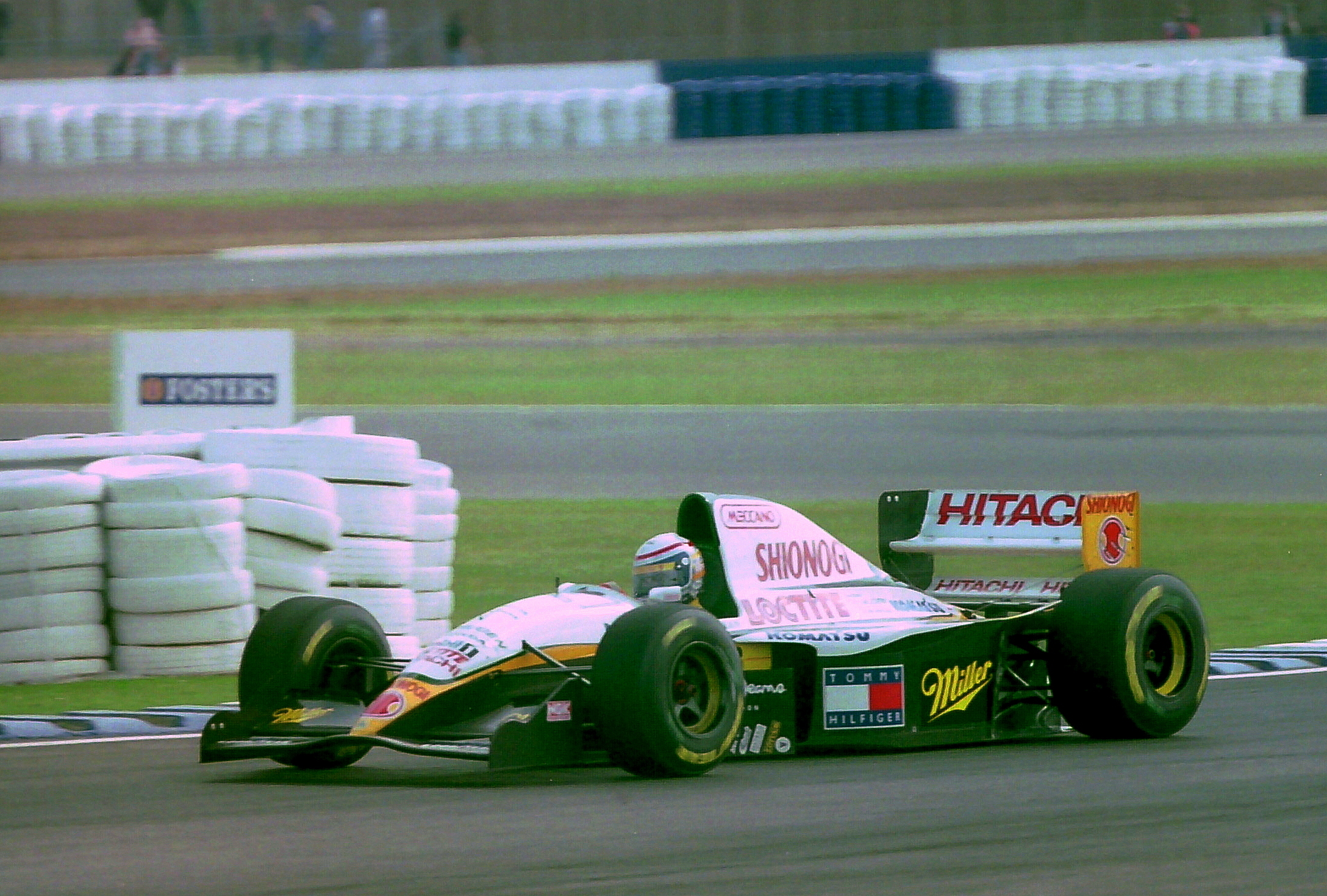
La Simtek S941 rivalise avec la nouvelle Lotus 109 lors du Grand Prix d'Espagne (ici, Zanardi, à Silverstone).

En qualifications, Brabham, désormais unique représentant Simtek, améliore sa performance de la veille et tourne en 1 min 28 s 151, devançant les pilotes Pacific de plus de sept dixièmes de seconde ; il obtient la vingt-quatrième place sur la grille,.
Le dimanche matin, l'Australien réalise le vingt-deuxième temps de la séance d'échauffement, en 1 min 28 s 398, à 4,5 secondes du temps de référence de Jyrki Järvilehto sur la Benetton B194. Il est plus véloce de sept dixièmes de seconde que les pilotes Lotus et devance les pilotes Pacific de plus de 2,5 secondes,.
En course, Brabham profite des déboires d'Éric Bernard (Ligier) pour se hisser à la vingt-et-unième place. Au vingt-deuxième tour, l'Australien s'arrête aux stands ; surpris par ses pneumatiques froids, il part en tête-à-queue dans la portion sinueuse du circuit dès le tour suivant mais revient en piste sans endommager sa monoplace. Il observe prématurément un second arrêt aux stands au trente-sixième tour puis profite des nombreux abandons pour franchir la ligne d'arrivée en dixième et dernière position, à quatre tours du vainqueur Damon Hill, sur Williams FW16,,,. Malgré une nouvelle course anonyme, Simtek démontre encore qu'elle n'est pas seulement capable de lutter contre la Pacific PR01 puisqu'elle a régulièrement battu Lotus lors des différentes séances d'essais et, qu'en course, la S941 suit le rythme de la Lotus 107C de Zanardi.

### Une Simtek pataude au Canada
Contraint de construire un nouveau châssis après l'accident d'Andrea Montermini, Simtek n'engage qu'une seule monoplace au Grand Prix du Canada, sixième manche de la saison. Cette épreuve voit le bannissement de la prise d'air du capot moteur des monoplaces et l'obligation d'utiliser de l'essence du commerce. Ces réformes techniques font perdre vingt-cinq chevaux aux monoplaces équipées d'un moteur V8 Ford-Cosworth (comme la Simtek S941) et soixante-dix chevaux au moteur V12 Ferrari,.
Lors des premiers essais libres, David Brabham tourne en 1 min 33 s 527, vingt-troisième temps à 6,5 secondes de la Ferrari de Jean Alesi et devance notamment la Lotus d'Alessandro Zanardi et la Larrousse d'Olivier Beretta d'une demi-seconde,.
Pour autant, la S941 se montre lente et instable durant la première session de qualifications, où l'Australien se qualifie provisoirement en vingt-cinquième position, avec un temps en 1 min 32 s 376, à six secondes d'Alesi. S'il domine les pilotes Pacific d'au moins d'une demi-seconde, il évolue à plus de six dixièmes de seconde de Zanardi, vingt-deuxième temps de la séance,.
Le lendemain matin, les problèmes techniques perdurent lors des essais libres puisque Brabham ne devance que Bertrand Gachot et Paul Belmondo : auteur du vingt-cinquième temps en 1 min 31 s 158, il concède six dixièmes de seconde au pilote Ligier Éric Bernard, son plus proche rival,.
Lors de la deuxième séance de qualifications, Brabham améliore et tourne en 1 min 31 s 632, ce qui lui permet de se qualifier en vingt-cinquième position. Pour autant, sa Simtek manque de rythme puisqu'elle est distancé de plus d'une seconde par les Ligier et les Lotus,.
Lors du warm-up du dimanche matin, Brabham ne boucle que six tours, à un rythme lent, et se classe dernier de la séance, à plus de quatre secondes de ses principaux rivaux,. Il effectue une course anonyme durant laquelle il ne peut lutter qu'avec la Pacific PR01 de Gachot et franchit la ligne d'arrivée en quatorzième et dernière position, à quatre tours du vainqueur Michael Schumacher et à un tour de Bernard, treizième, à qui il rend plus d'un dixième de seconde au tour,,,.
Ce Grand Prix, marqué par des discussions autour de la sécurité des circuits et des monoplaces, est l'occasion pour Jean Alesi de dénoncer la présence des pilotes-payants en Formule 1 qui, selon lui, représentent par leur inexpérience, un danger pour les autres pilotes : « Certains vous coupent la trajectoire sous le nez, se foutent des rétroviseurs. Je pense notamment à Simtek et à Pacific. Il n'est pas normal de donner une superlicence à des pilotes dont la seule raison d'être est de financer une saison de Formule 1. »
Les journalistes spécialisés commencent à évoquer la situation précaire de Simtek et Pacific Racing, les nouveaux venus semblant condamnés à un rôle de pâle figuration jusqu'à la fin du championnat. Si Nick Wirth et Keith Wiggins semblent déborder d'ambition, leurs moyens sont si limités que le cercle vicieux se referme inexorablement. Les Simtek n'ont terminé que trois courses, toujours à la dernière place et l'écart avec la pole position se maintient entre 5 et 6 secondes. L'arrivée de Jean-Marc Gounon est le seul espoir pour l'équipe de monter d'un cran dans la hiérarchie.

### Meilleure performance en course de Gounon en France

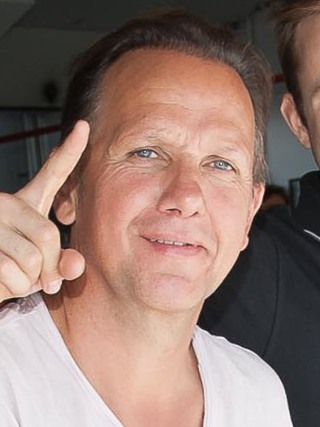
Comme prévu en début de saison, Jean-Marc Gounon (ici en 2015) prend le second baquet de l'écurie Simtek à partir du Grand Prix de France, septième manche du championnat.

À partir du Grand Prix de France, le Français Jean-Marc Gounon rejoint Simtek en apportant un complément de budget de huit millions de francs que lui alloue le gouvernement français, via le Fonds Tabac. Pour la première fois de la saison, les deux monoplaces disposent d'une commande électronique sur leur boîte de vitesses séquentielle.
Lors des essais libres du vendredi disputés sur le circuit de Nevers Magny-Cours, David Brabham devance Pierluigi Martini sur Minardi M194, son équipier et les pilotes Pacific. Il se classe vingt-troisième, avec un meilleur temps de 1 min 22 s 035, à 4,8 secondes de Michael Schumacher (Benetton). Son équipier qui découvre la S941, tourne en 1 min 23 s 988, à neuf dixièmes de seconde de Bertrand Gachot, et est vingt-septième de la séance,. Le vendredi après-midi, l'Australien prend la vingt-cinquième place provisoire des qualifications, en 1 min 22 s 527, à 5,5 secondes de Schumacher tandis que son équipier, vingt-sixième, ne boucle que six tours et lui rend environ sept dixièmes de seconde. Le Français domine néanmoins les pilotes Pacific de huit dixièmes de seconde,.
Le samedi matin, bien que plus rapides que la veille, les pilotes Simtek ne suivent pas le rythme des Larrousse LH94 et des Lotus 109 qui les dominent d'environ une seconde. Ne devançant que les Pacific, Brabham est dominé de deux dixièmes de seconde par son nouveau coéquipier, vingt-cinquième, en 1 min 20 s 770,.
En qualifications, de nombreux pilotes améliorent leurs temps : Brabham tourne en 1 min 19 s 771 et se qualifie en vingt-quatrième position, devant la Larrousse d'Olivier Beretta, plus lente d'un dixième de seconde. Son coéquipier prend la dernière place qualificative, avec un meilleur temps en 1 min 21 s 829, à 5,5 secondes de la pole position de Damon Hill. Gounon devance Bertrand Gachot, le premier non-qualifié, de moins d'un dixième de seconde,.
Lors de la séance d'échauffement du dimanche matin, les Simtek sont les lanternes rouges du peloton : Brabham, vingt-cinquième, en 1 min 22 s 063, à 3,3 secondes de Schumacher et à un dixième du vingt-quatrième temps établi par Johnny Herbert (Lotus), bat son équipier de seulement six centièmes de seconde,.
Tout au long de l'épreuve, Brabham et Gounon occupent les deux dernières places du classement. Au vingt-huitième tour, l'Australien abandonne à cause de la casse de la nouvelle boîte de vitesses montée sur la S941 à partir de ce Grand Prix. Son équipier, dont le début de course est perturbé par une surchauffe hydraulique, est victime d'un tête-à-queue sans gravité ; il observe, à l'instar des autres pilotes, deux arrêts aux stands en raison des fortes chaleurs mettant à rude épreuve les pneumatiques Goodyear et profite des nombreux abandons pour terminer neuvième et dernier, ce qui constitue le meilleur résultat de Simtek, performance qui sera égalée par Jos Verstappen au Grand Prix d'Argentine 1995,,,,. Le rythme des Simtek est en deçà de celui des autres monoplaces de fond de grille puisqu'elles rendent entre deux et huit dixièmes de seconde au tour aux Larrousse LH94, Lotus 109 et Minardi M194.

### Deux voitures à l'arrivée du Grand Prix de Grande-Bretagne

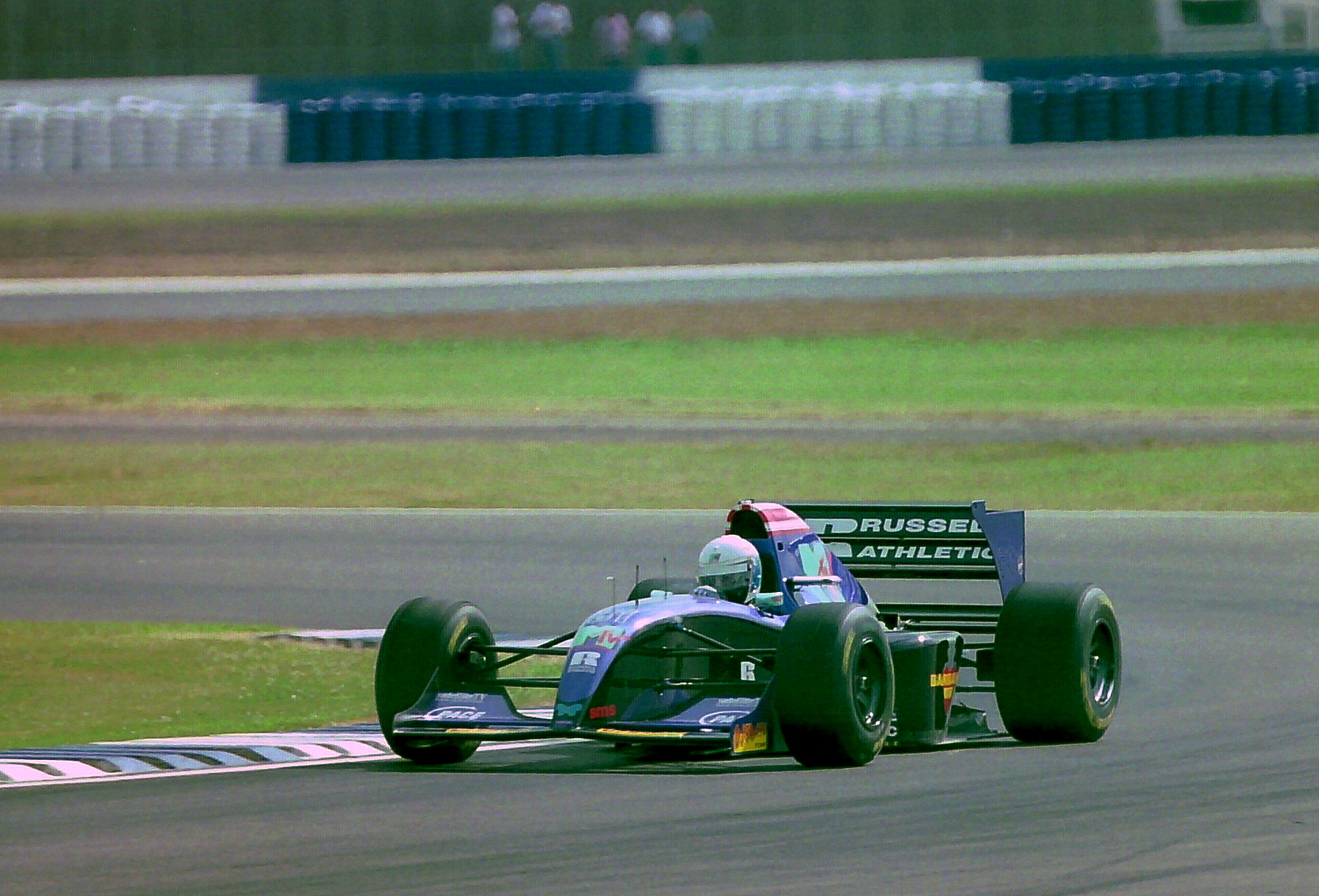
La Simtek S941 de David Brabham au Grand Prix de Grande-Bretagne 1994.

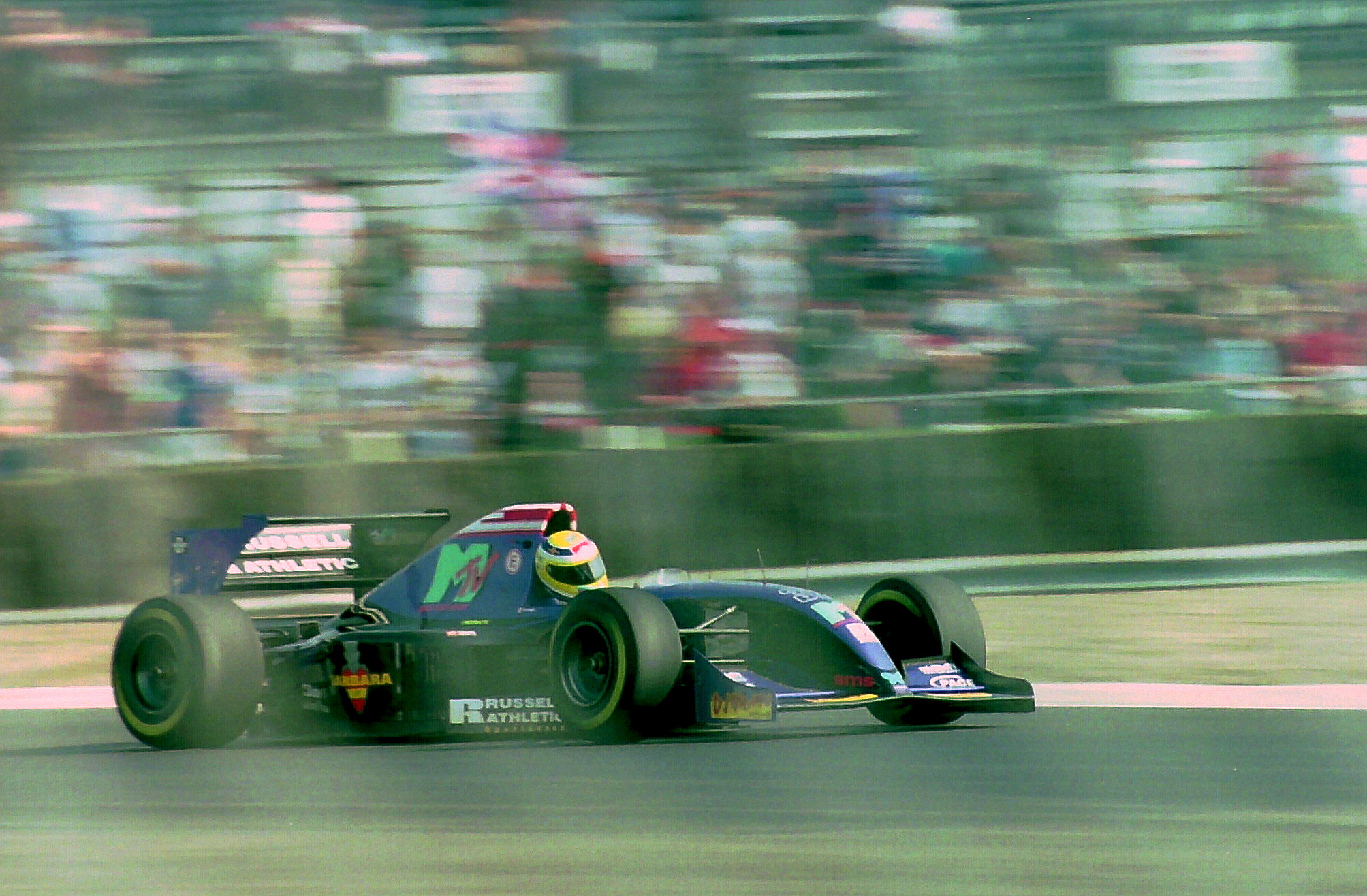
Jean-Marc Gounon à bord de la Simtek S941 à Silverstone.

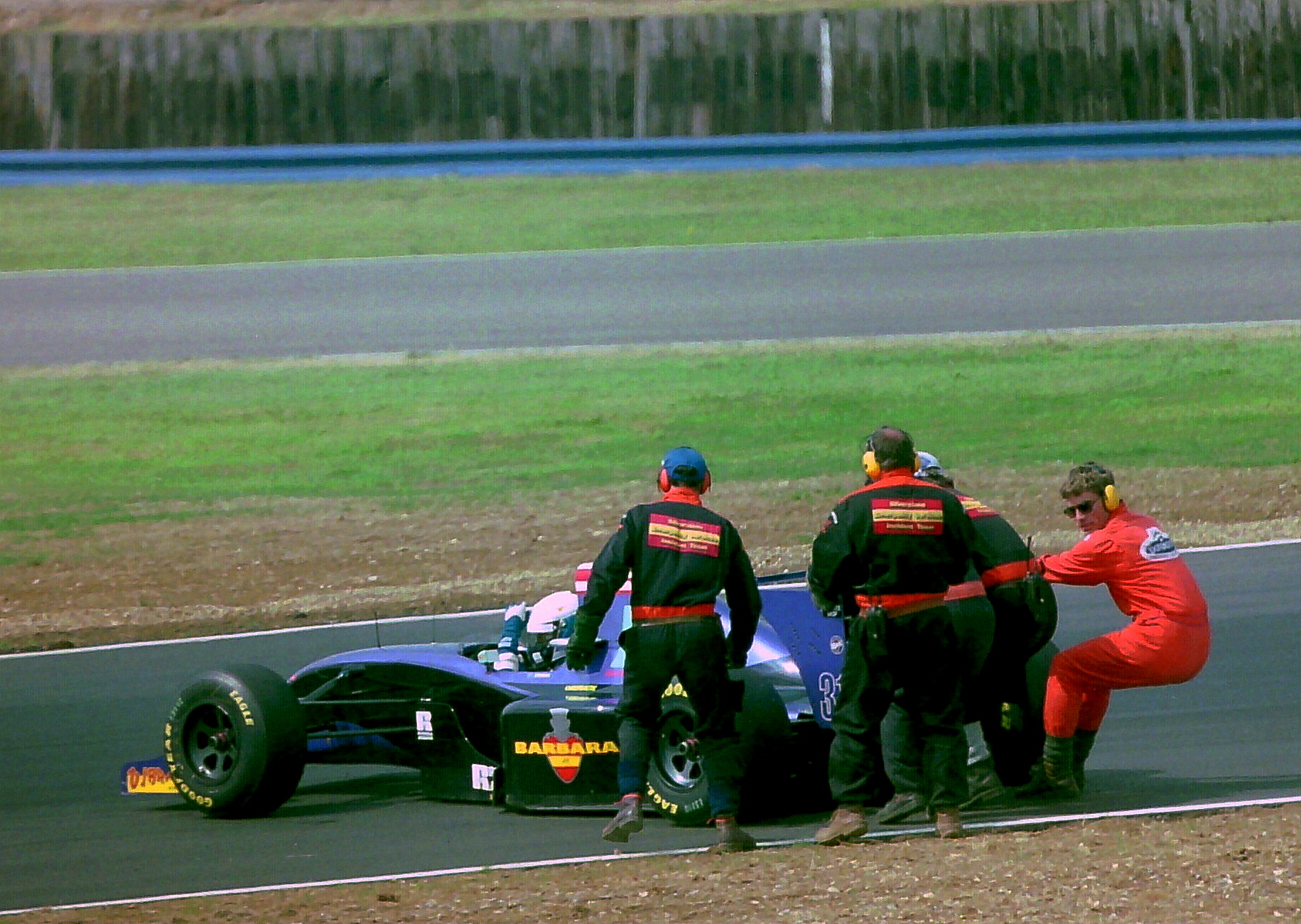
La monoplace de Brabham tirée par des commissaires de piste à Silverstone.

Une semaine après l'épreuve française se tient le Grand Prix de Grande-Bretagne, sur le circuit de Silverstone. Lors des premiers essais libres, le vendredi, Jean-Marc Gounon obtient le vingt-troisième temps en 1 min 31 s 964, à 4,5 secondes de Michael Schumacher. Plus véloce qu'Andrea De Cesaris sur Sauber, le Français domine David Brabham, vingt-sixième en 1 min 32 s 648, et s'intercale entre les deux pilotes Pacific,.
La première séance de qualification ne permet pas aux pilotes Simtek de briller puisqu'elles font jeu égal avec la Pacific PR01 de Bertrand Gachot : Gounon prend la vingt-cinquième place provisoire en 1 min 31 s 225 tandis que Brabham est vingt-sixième, en 1 min 31 s 437, à cinq secondes de Schumacher. La S941 concède une seconde aux Ligier et aux Larrousse,.
Le lendemain matin, à l'occasion de la seconde séance d'essais libres, Gounon réalise à nouveau le vingt-cinquième temps, en 1 min 30 s 562, juste devant son équipier qui tourne en 1 min 30 s 640, à 5,2 secondes de Gerhard Berger (Ferrari),. Pour la deuxième partie des qualifications, les pilotes Simtek améliorent leurs performances de la veille. Brabham domine son équipier pour la première fois du weekend et se qualifie à la vingt-cinquième place, avec un temps de 1 min 30 s 690, à 1,5 seconde des pilotes Ligier et Larrousse qui le précèdent immédiatement. Gounon, en 1 min 30 s 722, doit se contenter de la dernière place qualificative, à 5,7 secondes de la pole position de Damon Hill (Williams),.
Lors du warm-up, Brabham, vingt-quatrième, devance la Minardi M194 de Pierluigi Martini qui effectue des tours lents. L'Australien tourne en 1 min 31 s 188, à 4,5 secondes à la Williams FW16 de David Coulthard. Gounon est vingt-sixième en 1 min 32 s 223,.
En course, Jean-Marc Gounon adopte une stratégie à un seul arrêt contre deux pour David Brabham qui profite des déboires de plusieurs concurrents pour se hisser à la dix-neuvième place à la fin du premier tour, mais ces derniers le repassent rapidement. Les pilotes Simtek ne peuvent lutter que l'un contre l'autre : au terme de plusieurs dépassements, Brabham termine quinzième à un tour d'Olivier Beretta tandis que Gounon, victime d'un tête-à-queue en fin de course alors qu'il devançait son équipier de sept dixièmes de seconde, est seizième et dernier, à trois tours du vainqueur Michael Schumacher,,,. 
Durant l'ensemble de la course, Brabham a souffert d'un important survirage tandis que son coéquipier souffrait d'un important sous-virage. Si, pour la première fois, les deux monoplaces de Simtek finissent une course, leur rythme s'avère particulièrement lent, Brabham, le plus rapide de l'équipe, évoluant à plus de 1,2 seconde des Larrousse LH94 et des Lotus 109.

### Abandons à la porte des points en Allemagne
Trois semaines s'écoulent entre l'épreuve britannique et le Grand Prix d'Allemagne, fin juillet. Entretemps, Simtek participe le 19 juillet à une séance d'essais privés sur le circuit de Silverstone, lors de laquelle David Brabham, victime d'un accident, détruit sa monoplace. C'est donc au volant d'un nouveau châssis que l'Australien aborde la neuvième manche du championnat qui accueille les dernières réformes techniques de la saison, imposées après les accidents mortels du Grand Prix de Saint-Marin. La largeur et la hauteur des ailerons sont réduites pour limiter l'effet de sol et le fond plat des monoplaces est équipé d'une planche de bois de dix millimètres d'épaisseur destinée à réduire la déportance,.
Lors des premiers essais libres sur le rapide tracé du circuit d'Hockenheim, Brabham réalise le vingt-cinquième temps en 1 min 51 s 216, à 1,2 seconde à la Lotus 109 de Johnny Herbert qui le précède. Gounon, vingt-sixième, tourne en 1 min 52 s 104, à 6,6 secondes du meilleur temps établi par Damon Hill,.
L'écart se creuse durant la première séance de qualification : Gounon domine son équipier et évolue en 1 min 50 s 631, se qualifiant provisoirement en vingt-quatrième position. Brabham est vingt-cinquième, en 1 min 50 s 685, à 6,5 secondes de Hill et à près de deux secondes des pilotes Larrousse qui se qualifient provisoirement en vingt-deuxième et vingt-troisième places,.
Le lendemain matin, les pilotes Simtek rattrapent leur retard sur les Larrousse LH94 : Gounon, qui devance la Sauber d'Andrea De Cesaris en difficulté, réalise le vingt-quatrième temps en 1 min 49 s 531, à trois millièmes de seconde d'Olivier Beretta et à cinq secondes du temps de référence de Jean Alesi (Ferrari). Brabham, vingt-sixième, tourne en 1 min 50 s 805,.
En qualifications, Brabham et Gounon améliorent leurs performances de la veille ; bien que l'Australien batte Beretta de cinq millièmes de seconde lors de cette séance, ce n'est pas suffisant pour devancer le Monégasque qui a réalisé son meilleur temps le vendredi après-midi. Brabham se qualifie donc en vingt-cinquième position, en 1 min 48 s 870, juste devant Gounon, dernier qualifié en 1 min 49 s 204, victime de la casse de son moteur Ford-Cosworth,,,.

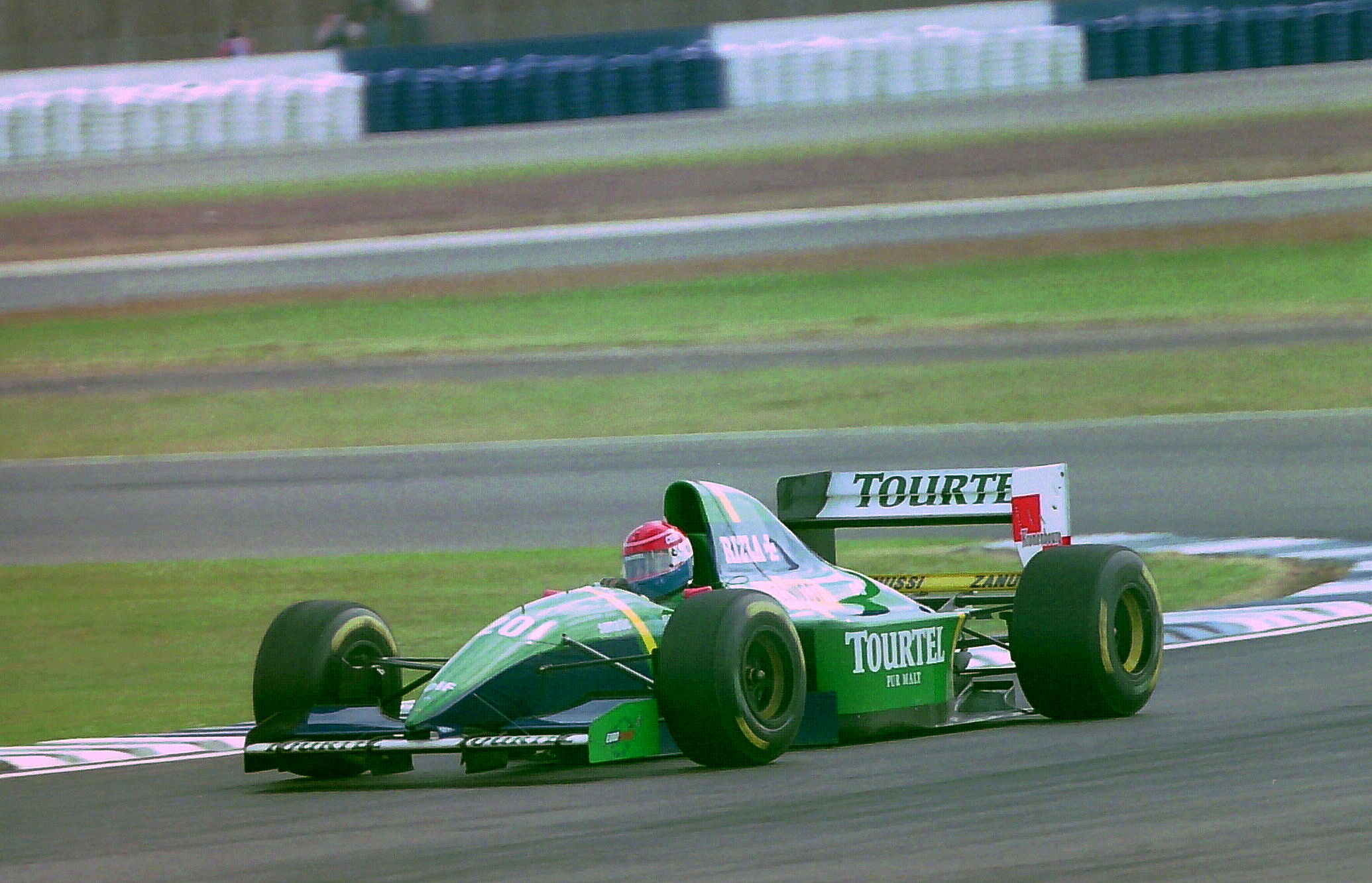
En Allemagne, la Larrousse LH94 est plus rapide de deux secondes au tour que la Simtek S941.

Lors du warm-up, les Simtek ne sont plus dans le rythme de leurs rivales auxquelles elles rendent plus d'une seconde : Gounon, auteur du vingt-cinquième temps en 1 min 51 s 283, évolue à 4,6 secondes de Michael Schumacher alors que Brabham est dernier en 1 min 51 s 396,.
En course, Brabham et Gounon profitent d'un impressionnant carambolage impliquant dix pilotes pour se hisser en onzième et quinzième positions à la fin du premier tour. D'autres abandons leur permettent d'atteindre les neuvième et dixième places, les laissant espérer marquer les premiers points de l'écurie en cas de défaillance d'autres concurrents. Or l'Australien abandonne à huit tours de l'arrivée à cause d'une casse d'embrayage tandis que, deux boucles plus tard, le Français, victime d'un changement de vitesse défaillant, brise sa boîte et abandonne après un tête-à-queue,,,. Cette présence dans les dix premiers du classement durant la majeure partie du Grand Prix ne saurait occulter le rythme lent de la S941 qui rend près de deux secondes au tour aux Larrousse LH94, la deuxième monoplace la plus lente sur ce tracé, et près de six secondes à la plus véloce d'entre elles, la Williams FW16.

### Simtek devant Lotus en Hongrie
Lors des premiers essais libres du Grand Prix de Hongrie, disputé sur le Hungaroring à la mi-août, les pilotes Simtek tournent à vitesse réduite : Jean-Marc Gounon est vingt-troisième en 1 min 29 s 071, juste devant David Brabham qui, en 1 min 29 s 879, rend neuf secondes à la Benetton B194 de Michael Schumacher,.
Pour la première séance de qualification, Brabham s'illustre en battant pour au moins deux dixièmes la Minardi M194 de Pierluigi Martini et la Larrousse LH94 d'Olivier Beretta, s'adjugeant le vingt-troisième temps provisoire, en 1 min 24 s 181. Son équipier est, quant à lui, devancé par Bertrand Gachot (Pacific) et se contente du vingt-septième temps, en 1 min 26 s 678, à sept secondes de Schumacher,.
Le lendemain matin, l'Australien semble confirmer la supériorité de la S941 sur la LH94 sur le sinueux tracé hongrois en réalisant le vingtième temps de la seconde session d'essais libres, en 1 min 22 s 809, à 3,8 secondes de Damon Hill (Williams). Gounon, à nouveau distancé par Gachot, n'est que vingt-septième, en 1 min 24 s 497,.
L'après-midi, l'Australien devance la Lotus de Johnny Herbert et la Larrousse de Beretta, en réalisant le vingt-et-unième temps de la deuxième séance de qualification, en 1 min 22 s 614. Cette performance lui permet de s'octroyer la vingt-troisième place sur la grille. Gounon améliore également et se qualifie en vingt-sixième position, en 1 min 24 s 191. Le Français, en difficulté avec son châssis, distance Gachot d'environ sept dixièmes de seconde mais est plus lent de six secondes que Michael Schumacher, l'auteur de la pole position,,,.
Durant la séance d'échauffement du dimanche matin, les Larrousse reprennent l'avantage sur les Simtek qui effectuent peu de tours. Brabham effectue le vingt-cinquième temps, en 1 min 24 s 484, à presque quatre secondes de Schumacher. Gounon, dernier, évolue quant à lui en 1 min 25 s 898,.
En course, le Français, qui se plaint de la mauvaise tenue de route de sa monoplace depuis le début du weekend, abandonne volontairement après neuf tours « préférant éviter une sortie de piste » tant le comportement de son châssis était imprévisible. Brabham effectue un bon début de course et occupe la dix-septième place à l'issue du premier tour puis la treizième lorsqu'il s'arrête aux stands au vingt-cinquième tour, devançant huit pilotes. Il repart vingtième, avant de reprendre sa position au moment de son second arrêt, à la cinquantième boucle, alors qu'il souffre de crampes d'estomac. L'Australien franchit l'arrivée en onzième position, à trois tours de Schumacher mais devant la Lotus d'Alessandro Zanardi,. Le rythme en course de la S941 s'est amélioré durant l'épreuve hongroise, puisqu'elle se révèle plus rapide que la Lotus 109, même si elle évolue toujours à plus de quatre secondes de la Benetton B194, la monoplace la plus rapide de ce Grand Prix.

### Meilleure qualification sous la pluie en Belgique
Fin août, lors de la journée du vendredi du Grand Prix de Belgique, de fortes averses s'abattent sur le circuit de Spa-Francorchamps, ce qui modifie profondément la hiérarchie en piste. Le matin, David Brabham boucle neuf tours et réalise le treizième temps, en 2 min 16 s 251, à plus de onze secondes de Damon Hill. Jean-Marc Gounon, qui n'effectue que trois tours, est dix-huitième, en 2 min 29 s 696,. L'après-midi, l'Australien s'empare du vingt-et-unième temps provisoire des qualifications, en 2 min 27 s 212, à six secondes du meilleur temps de Rubens Barrichello (Jordan). Son équipier, en 2 min 31 s 755, prend la vingt-quatrième place provisoire en devançant notamment les pilotes Pacific Racing et la Lotus de Philippe Adams,.
Le lendemain, les conditions climatiques se dégradent et empêchent la plupart des pilotes d'améliorer leurs performances. Lors des seconds essais libres, seuls vingt-trois pilotes prennent la piste, pour n'effectuer que quelques tours lents. Gounon boucle trois tours et réalise le onzième temps, en 2 min 44 s 545, à onze secondes de Martin Brundle (McLaren) tandis que Brabham n'effectue qu'un seul tour lent,.
L'après-midi, Gounon ne fait que deux tours et n'est que vingt-quatrième, en 2 min 40 s 280, à plus de quinze secondes de Jean Alesi (Ferrari) ; Brabham, auteur de trois tours, évolue en 2 min 41 s 593 et qualifié à la vingt-et-unième place, réalise la meilleure qualification de la saison de l'écurie Simtek,. Il devance Érik Comas (Larrousse), Ukyo Katayama (Tyrrell) et Christian Fittipaldi (Arrows). Gounon, dont la S941 manque toujours d'adhérence, prend la vingt-cinquième place sur la grille de départ, juste devant Adams,.
Le dimanche matin, le warm-up se déroule à nouveau sur une piste humide bien qu'il ne pleuve plus. Chacun des pilotes Simtek boucle sept tours ; Gounon est vingt-deuxième en 2 min 31 s 377 tandis que son équipier, vingt-quatrième, évolue en 2 min 37 s 064,.
En course, sur une piste désormais sèche, Brabham et Gounon ne peuvent lutter qu'avec les Lotus 109 de Philippe Adams et de Johnny Herbert, dernier après un tête-à-queue au premier tour. Le Français est victime d'un tête-à-queue au tour suivant dans la nouvelle chicane destinée à réduire la vitesse des pilotes, installée juste avant le raidillon de l'Eau Rouge. Au quinzième tour, Michael Schumacher quitte les stands après son ravitaillement et reprend la piste sous le nez de Gounon qui doit freiner pour éviter un accrochage. Cinq boucles plus loin, dans le virage Pouhon, Rubens Barrichello part en tête-à-queue en mordant sur le côté sale de la piste en tentant de prendre un tour au Français. Au trente-deuxième tour, à hauteur du virage des Fagnes, l'Australien (quatorzième devant son équipier et Herbert) perd sa roue arrière-gauche, mal fixée lors de son second arrêt aux stands, et tape les glissières avec l'arrière de sa monoplace,. Gounon termine onzième, à deux tours du vainqueur Damon Hill, et devant Johnny Herbert,,. Gounon semble satisfait de son weekend, déclarant : « Nous avons appris beaucoup de choses sur la voiture. »

### Manque de puissance moteur en Italie
Peu avant la mi-septembre se déroule le Grand Prix d'Italie sur le très rapide circuit de Monza, où Simtek, équipé du vieux moteur Ford-Cosworth HB, ne peut lutter contre les autres écuries. Le vendredi matin, les essais libres se disputent en partie sous la pluie et Jean-Marc Gounon, vingt-cinquième, en 1 min 33 s 934, à huit secondes de Damon Hill, est battu de plus d'une seconde par la Pacific PR01 de Bertrand Gachot. David Brabham, qui n'effectue que cinq tours lents, tourne en vingt-septième position, en 1 min 48 s 439,. L'après-midi, Gounon se qualifie provisoirement en vingt-deuxième position, en 1 min 29 s 594, à près de cinq secondes de la Ferrari 412 T1 de Jean Alesi. Brabham, vingt-quatrième en 1 min 30 s 691, devance de plus d'une seconde les deux pilotes Pacific,.
Lors de la seconde session d'essais libres, Gounon bat la Larrousse LH94 de Yannick Dalmas et obtient le vingt-quatrième temps, en 1 min 28 s 405, à 4,4 secondes d'Alesi. Brabham est vingt-sixième, en 1 min 28 s 706,. Lors de la deuxième partie des qualifications du samedi après-midi, les Simtek améliorent leurs temps à l'instar des autres pilotes mais rendent plus d'une demi-seconde aux pilotes Larrousse : Gounon se qualifie en vingt-cinquième position, en 1 min 28 s 353, à 4,5 secondes de la pole position d'Alesi tandis que Brabham est vingt-sixième et dernier qualifié, en 1 min 28 s 619,.
Lors de la séance d'échauffement du dimanche matin, Brabham s'empare du vingt-cinquième temps, en 1 min 30 s 028, à 4,6 secondes d'Alesi alors que Gounon, qui n'effectue que quatre tours lents, est vingt-sixième en 1 min 33 s 919,. En course, Brabham et Gounon profitent des déboires des pilotes Ligier Olivier Panis et Éric Bernard pour occuper les vingtième et vingt-et-unième places. Au vingt-deuxième tour, Gounon, dépassé par Panis peu avant, abandonne à cause de la casse de sa boîte de vitesses. Brabham observe son unique arrêt aux stands au tour suivant et conserve sa position devant Panis, qui le dépasse au trente-huitième tour. Deux boucles plus tard, le Français tire tout droit à la première chicane et perd sa position au profit du pilote Simtek. Ce dernier abandonne à cinq tours de l'arrivée lorsque, à hauteur du virage Lesmo, sa pédale de frein ne répond plus ; il parvient à éviter l'accident puis immobilise sa monoplace alors qu'il occupait la dixième et avant-dernière place. Il déclare : « Je n'ai pas compris ce qui s'est passé. À Lesmo, la pédale de frein est allée au plancher et j'ai tiré tout droit. Je suis reparti pour rentrer aux stands mais on s'est rendu compte finalement qu'un pneu avait crevé sur des fragments de disque de frein explosé. » ,. À Monza, le rythme de course des S941 est particulièrement lent puisqu'elles rendent jusqu'à deux secondes au tour aux Larrousse LH94 et aux Lotus 109.

### Accrochage entre Brabham et Alesi au Portugal

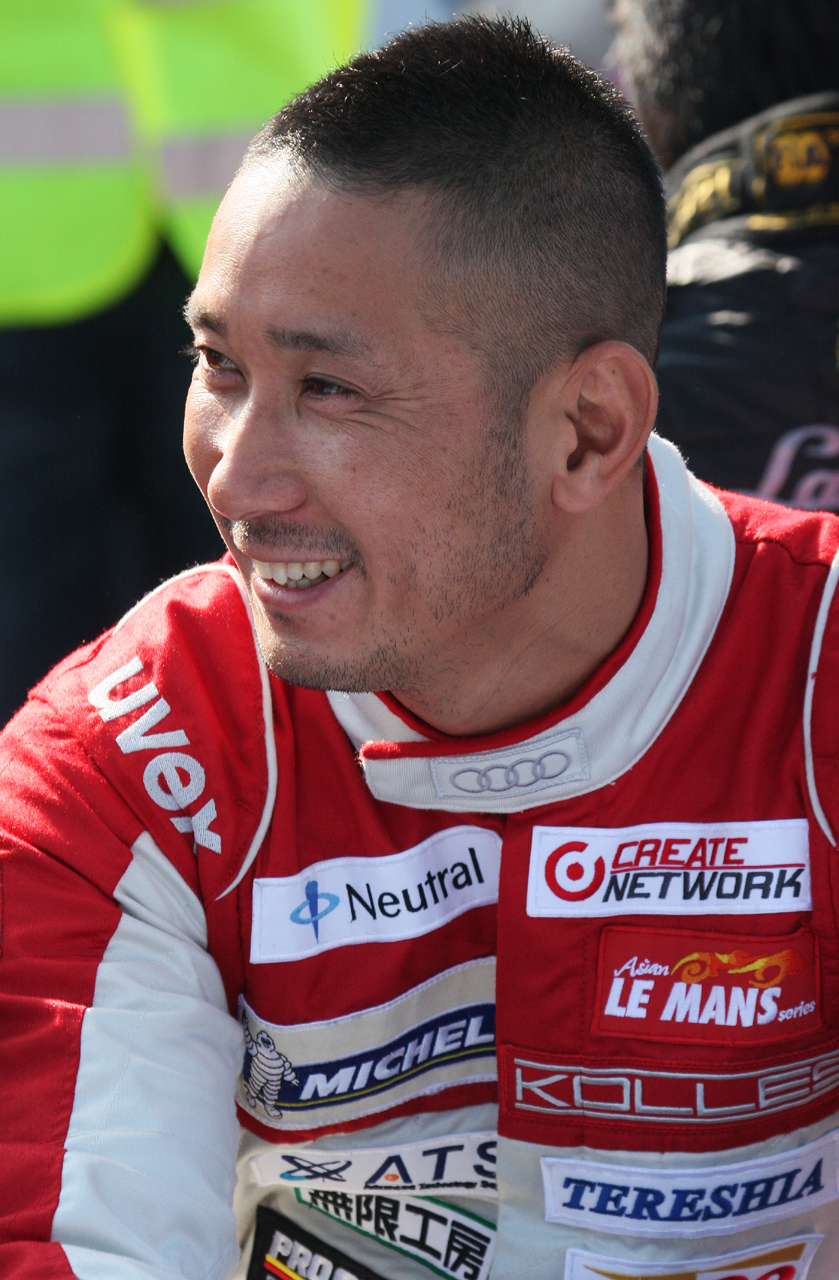
Le pilote japonais Hideki Noda (ici en 2009) est convoité par Larrousse et Simtek pour disputer les dernières manches du championnat.

Fin septembre, le plateau se rend à Circuit d'Estoril pour le Grand Prix du Portugal. La treizième manche de la saison s'inscrit dans un contexte de préparation des déplacements en Asie, très onéreux pour les écuries, puisque le transport du matériel à destination des Grands Prix du Japon et d'Australie coûte 350 000 dollars. Simtek, en manque de liquidité, ne peut plus conserver Jean-Marc Gounon et recherche un pilote-payant pour renflouer ses caisses. Nick Wirth envisage de recruter le Japonais Hideki Noda, un pilote de Formule 3000 également convoité par Larrousse, dans la même détresse financière.
Lors des essais libres du vendredi, David Brabham fait partie des pilotes les plus assidus en piste et réalise le vingt-et-unième temps, en 1 min 25 s 345, à 3,2 secondes de la Williams FW16 de David Coulthard. L'Australien domine notamment les deux pilotes Ligier et la Lotus de Philippe Adams. Jean-Marc Gounon se classe vingt-quatrième, en 1 min 26 s 075,. L'après-midi, Brabham devance de plus d'une demi-seconde la Ligier JS39B d'Éric Bernard et la Lotus 109 d'Adams et se qualifie provisoirement en vingt-deuxième position, en 1 min 24 s 527. Gounon, en 1 min 25 s 686, prend la vingt-cinquième place provisoire, à cinq secondes de Gerhard Berger ; il devance de plus de deux secondes les pilotes Pacific,.
Le lendemain, le circuit d'Estoril est sujet à de fortes rafales de vent et la plupart des pilotes ne parviennent pas à améliorer leurs temps. Lors des seconds essais libres, Brabham tourne dans la même dixième de seconde que Yannick Dalmas (Larrousse) et Michele Alboreto (Minardi) et prend le vingt-quatrième temps, en 1 min 24 s 389. Il distance Gounon, vingt-cinquième en 1 min 24 s 986, qui évolue à 4,2 secondes de Damon Hill (Williams),. L'après-midi, les deux pilotes Simtek améliorent sans pour autant progresser dans la hiérarchie : Brabham, vingt-deuxième en 1 min 24 s 514, bat la Larrousse LH94 de Yannick Dalmas tandis que Gounon, en 1 min 25 s 649, se contente du vingt-quatrième temps, à cinq secondes de Hill. L'Australien se qualifie en vingt-quatrième position, juste devant Adams et Gounon, vingt-sixième et dernier,,.
Lors du warm-up, les tours lents d'Alboreto et d'Adams permettent à David Brabham d'occuper la vingt-troisième place, en 1 min 25 s 508, alors que son équipier, vingt-quatrième, évolue en 1 min 25 s 860, rendant 4,4 secondes à David Coulthard,.
En course, Brabham profite des déboires de Pierluigi Martini et d'Ukyo Katayama pour atteindre la vingt-deuxième place à l'issue du premier tour ; Gounon, vingt-quatrième, se fait dépasser par le Japonais au quatorzième tour. À la boucle suivante, l'Australien, déventé par la Larrousse de Dalmas qu'il suit de trop près, part en tête-à-queue. Il rentre aux stands pour faire vérifier sa monoplace et repart vingt-troisième, avant d'être doublé par Adams. Au trente-neuvième tour, alors que Jean Alesi tente de prendre un deuxième tour à Brabham, alors vingt-et-unième, en le passant par l'intérieur dans le troisième virage, le pilote Simtek lui ferme la porte ; le Français freine mais le percute l'Australien par l'arrière : les deux pilotes abandonnent. Au soixante-cinquième tour, Gounon crève à l'arrière-droit, boucle un tour de circuit au ralenti et effectue un troisième arrêt aux stands. Surpris par le manque d'adhérence de ses pneus froids, il part en tête-à-queue trois boucles plus loin mais parvient à reprendre la piste. Il franchit l'arrivée à la quinzième place, devant Adams, à quatre tours du vainqueur Damon Hill,,. Le rythme de course des S941 au Portugal, même si elle est parmi les plus lentes monoplaces du plateau, s'avère être similaire à celui des Minardi M194.
À l'issue de la course, Brabham et Alesi, qui se harponnent pour la deuxième fois de la saison, sont invités à s'expliquer. L'Australien déclare : « Tout allait bien jusqu'au moment où je me suis soudain retrouvé dans le bac à graviers. Tout d'abord, je n'étais pas sûr de savoir qui était responsable. Mais quand j'ai vu qu'il s'agissait d'Alesi, je ne peux pas dire que j'ai été surpris. » Le pilote Ferrari réplique en déplorant que Brabham lui a déjà fermé la porte à Monaco et qu'il n'a jamais pris la peine de le rencontrer pour s'excuser de son erreur. Si l'écurie Simtek défend son pilote en arguant que le Français est responsable de l'accident, les commissaires de course rejettent les allégations de l'équipe britannique et Brabham écope de trois courses de suspension avec sursis pour non-respect des drapeaux bleus,,.

### Débuts en Formule 1 pour Schiattarella au Grand Prix d'Europe
La semaine suivant la manche portugaise, les écuries restent à Estoril dans le cadre d'essais privés. Nick Wirth, qui a échoué à recruter Hideki Noda (qui a finalement signé chez Larrousse où il remplace Yannick Dalmas), engage l'Italien Domenico Schiattarella pour disputer le Grand Prix d'Europe et le Grand Prix d'Australie. Schiattarella, qui fait ses débuts en Formule 1, finance son baquet grâce au soutien de commanditaires italiens et remplace Gounon, qui a tenté, sans succès de prendre le volant de la Footwork FA15 de Gianni Morbidelli,,. Une polémique se fait jour lorsque Schiattarella se trouve dans l'impossibilité de prouver qu'il détient une superlicence lui permettant de prendre part à une épreuve de Formule 1.
Le Grand Prix d'Europe se tient à la mi-octobre sur le circuit de Jerez en Espagne. Lors des essais libres du vendredi, David Brabham est vingt-quatrième en 1 min 28 s 643, à 4,7 secondes de Michael Schumacher (Benetton). Il devance la Larrousse du novice Hideki Noda de deux dixièmes de seconde. Domenico Schiattarella, vingt-sixième en 1 min 30 s 489, ne domine que de sept dixièmes de seconde les pilotes de l'écurie Pacific Racing,.
Lors de la première séance de qualifications, la hiérarchie du fond de grille est identique à celle du matin : Brabham se qualifie provisoirement en vingt-troisième position, en 1 min 28 s 388, devant Noda, tandis que Schiattarella se classe à la vingt-cinquième place, en 1 min 30 s 069, à six secondes du meilleur temps établi par Damon Hill (Williams),.
Durant la seconde séance d'essais libres, l'Australien prend la vingt-quatrième place, en 1 min 27 s 148 ; il est plus véloce d'une demi-seconde que Noda et d'une seconde et demi que Schiattarella qui, en 1 min 28 s 637, est vingt-sixième (à 5,8 secondes de Hill),. L'après-midi, tous les pilotes améliorent leurs performances : Brabham, malgré un temps en 1 min 27 s 201, est battu de trente-trois millièmes de seconde par Noda et doit se contenter de la vingt-cinquième place. Schiattarella, plus lent que son équipier tout au long du weekend de course, l'accompagne en dernière ligne, en vingt-sixième position, en 1 min 27 s 976, à 5,2 secondes de la pole position de Schumacher,.
Lors de la séance d'échauffement du dimanche matin, Brabham, vingt-quatrième, reprend le meilleur sur Noda, en 1 min 27 s 802, à 4,2 secondes de Hill. Schiattarella, en 1 min 29 s 206 réalise le dernier temps,. En course, Brabham et Schiattarella profitent des calages de la Larrousse LH94 de Noda et de la Tyrrell 022 d'Ukyo Katayama et de l'accrochage de Christian Fittipaldi pour occuper les vingt-deuxième et vingt-troisième places à la fin du premier tour. Cependant, le pilote Tyrrell prend le meilleur sur les pilotes Simtek quelques boucles plus loin. Au vingt-deuxième tour, l'Italien se retrouve vingt-troisième et dernier après son arrêt aux stands lors duquel il est dépassé par Fittipaldi, qui double Brabham au quarantième tour. Cinq boucles plus loin, ce dernier range sa S941 dans l'herbe, victime d'une casse moteur alors qu'il était vingtième. Schiattarella rallie l'arrivée de son premier Grand Prix à la dix-neuvième et dernière position, à cinq tours du vainqueur Schumacher et à deux tours du dix-huitième, Éric Bernard (Lotus),,. Le novice en Formule 1 a un rythme de course plus lent d'une demi-seconde que celui de son équipier et la S941 tourne toujours à près d'une seconde de ses plus proches rivales de fond de grille, Larrousse et Lotus.

### La pige d'Inoue au Grand Prix du Japon
Le 19 octobre, trois jours après le Grand Prix d'Europe, Simtek se rend sur le circuit de Barcelone pour mener des essais privés ; la S941 est confié à deux pilotes du championnat international de Formule 3000, Vincenzo Sospiri, en lutte pour le titre, et son équipier Taki Inoue, qui n'a pas marqué un seul point. Bien que Sospiri soit plus rapide d'une seconde que son rival, le Japonais est choisi pour disputer, début novembre, le Grand Prix du Japon, grâce à un complément de budget via la société Nova, dont sa famille est actionnaire,.
Sur le circuit de Suzuka, David Brabham devance la Lotus du novice Mika Salo et réalise le vingt-quatrième temps des premiers essais libres, en 1 min 43 s 742, à 5,8 secondes de Michael Schumacher (Benetton). Taki Inoue, bien plus lent que son équipier puisqu'il tourne en 1 min 47 s 731, s'intercale néanmoins entre les deux pilotes Pacific, à la vingt-septième place,.
Lors de la première séance de qualifications, l'Australien se qualifie à la vingt-quatrième place provisoire, en 1 min 41 s 659, à 4,5 secondes de Schumacher mais toujours devant Salo. Son équipier, en 1 min 45 s 004, prend la vingt-sixième place provisoire en dominant les pilotes Pacific de plus d'une seconde,.
Le lendemain, lors des seconds essais libres, Brabham se contente de la vingt-cinquième position, en 1 min 42 s 599, à 5,7 secondes du meilleur temps de la Williams FW16 de Nigel Mansell. Inoue, vingt-septième en 1 min 45 s 151, prouve à nouveau sa lenteur puisqu'il est dominé d'une seconde par Bertrand Gachot,.
Pendant la séance de qualification du samedi après-midi, de fortes pluies empêchent les pilotes d'améliorer leurs temps. Inoue ne sort en piste et Brabham ne fait que six tours : vingt-cinquième et dernier en 2 min 9 s 453, il rend treize secondes à Martin Brundle (McLaren et deux secondes à l'auteur du vingt-quatrième temps, Gianni Morbidelli (Arrows),. Finalement, Brabham et Inoue se qualifient en vingt-quatrième et vingt-sixième positions sur la grille,.
Lors du warm-up, également disputé sous la pluie, Brabham, vingt-deuxième, tourne en 2 min 4 s 373 et bat la Ligier JS39 du débutant Franck Lagorce. Son équipier, vingt-sixième et dernier, évolue en 2 min 7 s 191, à plus de neuf secondes de Brundle,.
La course se déroule sous des trombes d'eau telles que la visibilité en piste est très faible ; dans le troisième tour, Inoue, dernier de l'épreuve, perd le contrôle de sa monoplace dans le dernier virage du circuit, part en tête-à-queue, évitant de justesse la Tyrrell 022 d'Ukyo Katayama, pris au piège dans la même épingle et abandonne, provoquant la sortie de la voiture de sécurité. Au quatorzième tour, alors qu'un second départ est donné après une interruption de la course, Brabham observe son unique arrêt aux stands. L'Australien y retourne sept boucles plus loin afin de faire vérifier son moteur, victime de petites coupures électriques. Trois tours avant l'arrivée, il dépasse Alessandro Zanardi, en difficulté avec une Lotus 109 en manque d'appui, et termine douzième, à deux tours du vainqueur Damon Hill,,,. Il déclare avoir trouvé l'épreuve « dangereuse » au volant d'une monoplace « qui survirait ou sous-virait au gré des flaques d'eau ». 
Le rythme de course de la S941 est, de loin, le plus lent du plateau puisqu'elle rend au moins sept dixièmes de seconde aux Ligier et aux Lotus, les monoplaces qui les précèdent immédiatement.

### Simtek devant Larrousse pour la dernière course en Australie
Une semaine plus tard, a lieu le Grand Prix d'Australie, ultime manche de la saison, sur le circuit urbain d'Adélaïde. Simtek confie à nouveau sa deuxième monoplace à Domenico Schiattarella qui apporte un nouveau complément de budget.
Lors des premiers essais libres du vendredi, David Brabham, en 1 min 20 s 457, se classe vingt-troisième, devant notamment Hideki Noda (Larrousse) et Bertrand Gachot (Pacific). Schiattarella est vingt-sixième en 1 min 22 s 477, à 5,7 du pilote Williams Damon Hill mais devance Paul Belmondo (Pacific) et le novice Jean-Denis Delétraz (Larrousse) de plus d'une seconde et demi,,. Lors de la première séance de qualifications, Brabham, malgré une panne de moteur, obtient le vingt-quatrième temps provisoire, devant Delétraz, en 1 min 20 s 442, à plus de quatre secondes de Nigel Mansell (Williams). Schiattarella heurte un mur après sept tours et se contente de la vingt-sixième place, en 1 min 22 s 529,.
L'Australien s'empare du vingt-troisième temps de la seconde séance d'essais libres, en 1 min 21 s 728, à cinq secondes de Mansell. Son équipier domine, de sept dixièmes de seconde, Gachot et Franck Lagorce (Ligier) et, avec un meilleur temps en 1 min 22 s 350, est vingt-sixième,. L'après-midi, les fortes pluies découragent cinq pilotes, dont ceux de l'écurie Simtek, à prendre part à la seconde session de qualifications. Brabham et Schiattarella prennent les vingt-quatrième et vingt-sixième place sur la grille,.
Pour le dernier warm-up de la saison, les Simtek dominent l'écurie Larrousse : Brabham, vingt-troisième à quatre secondes de Mansell, tourne en 1 min 20 s 425 tandis que l'Italien, vingt-quatrième, évolue en 1 min 20 s 676,.
En course, Schiattarella prend un bon départ et dépasse la Larrousse LH94 de Delétraz. Deux boucles plus loin, son équipier se défait de l'autre Larrousse, pilotée par Hideki Noda. Au neuvième tour, l'Italien s'arrête aux stands pour faire vérifier sa boîte de vitesses qui fonctionne mal et repart dernier. Au vingt-sixième tour, après un tête-à-queue sans conséquence quatre boucles plus tôt, son sélecteur de vitesse casse et provoque son abandon. Au cinquante-troisième tours, Brabham abandonne à cause d'une panne de moteur alors qu'il était seizième et avant-dernier, juste devant Delétraz,,,.  
Pour sa dernière apparition en course, la S941 se distingue en étant plus rapide de 1,3 seconde au tour que la LH94, une performance à nuancer par le fait que les monoplaces françaises sont confiées à deux pilotes novices en Formule 1.
À l'issue de la saison, Simtek ne marque aucun point au championnat du monde des constructeurs, à l'image du Team Lotus et de Pacific Racing.

## Résultats en championnat du monde de Formule 1
| Saison | Écurie          | Moteur               | Pneus    | Pilotes                | Courses | Courses | Courses | Courses | Courses | Courses | Courses | Courses | Courses | Courses | Courses | Courses | Courses | Courses | Courses | Courses | Points inscrits | Classement |
| Saison | Écurie          | Moteur               | Pneus    | Pilotes                | 1       | 2       | 3       | 4       | 5       | 6       | 7       | 8       | 9       | 10      | 11      | 12      | 13      | 14      | 15      | 16      | Points inscrits | Classement |
| ------ | --------------- | -------------------- | -------- | ---------------------- | ------- | ------- | ------- | ------- | ------- | ------- | ------- | ------- | ------- | ------- | ------- | ------- | ------- | ------- | ------- | ------- | --------------- | ---------- |
| 1994   | MTV Simtek Ford | Ford-Cosworth HB6 V8 | Goodyear |                        | BRÉ     | PAC     | SMR     | MON     | ESP     | CAN     | FRA     | GBR     | ALL     | HON     | BEL     | ITA     | POR     | EUR     | JAP     | AUS     | 0               | 13e        |
| 1994   | MTV Simtek Ford | Ford-Cosworth HB6 V8 | Goodyear | David Brabham          | 12e     | Abd     | Abd     | Abd     | 10e     | 14e     | Abd     | 15e     | Abd     | 11e     | Abd     | Abd     | Abd     | Abd     | 12e     | Abd     | 0               | 13e        |
| 1994   | MTV Simtek Ford | Ford-Cosworth HB6 V8 | Goodyear | Roland Ratzenberger    | Nq      | 11e     | Np      |         |         |         |         |         |         |         |         |         |         |         |         |         | 0               | 13e        |
| 1994   | MTV Simtek Ford | Ford-Cosworth HB6 V8 | Goodyear | Andrea Montermini      |         |         |         |         | Nq      |         |         |         |         |         |         |         |         |         |         |         | 0               | 13e        |
| 1994   | MTV Simtek Ford | Ford-Cosworth HB6 V8 | Goodyear | Jean-Marc Gounon       |         |         |         |         |         |         | 9e      | 16e     | Abd     | Abd     | 11e     | Abd     | 15e     |         |         |         | 0               | 13e        |
| 1994   | MTV Simtek Ford | Ford-Cosworth HB6 V8 | Goodyear | Domenico Schiattarella |         |         |         |         |         |         |         |         |         |         |         |         |         | 19e     |         | Abd     | 0               | 13e        |
| 1994   | MTV Simtek Ford | Ford-Cosworth HB6 V8 | Goodyear | Taki Inoue             |         |         |         |         |         |         |         |         |         |         |         |         |         |         | Abd     |         | 0               | 13e        |

Légende : ici 